# República das Duas Nações
A República das Duas Nações ou Comunidade Polaco-Lituana, formalmente conhecida como Reino da Polônia e Grão-Ducado da Lituânia, ou simplesmente Polônia-Lituânia, era um estado bi-confederal, às vezes chamado uma federação, da Polônia e da Lituânia governada por um monarca comum em união real, que era ao mesmo tempo Rei da Polônia e Grão-Duque da Lituânia. Foi um dos maiores e mais populosos países da Europa dos séculos XVI a XVII. Na sua maior extensão territorial, no início do século XVII, cobria quase 1,000,000 km2 e em 1618 sustentava uma população multiétnica de quase 12 milhões de pessoas. O polonês e o latim eram as duas línguas co-oficiais.
A Comunidade foi estabelecida pela União de Lublin em julho de 1569, mas a Coroa do Reino da Polônia e o Grão-Ducado da Lituânia estavam em uma união pessoal de fato não permanente desde 1386 com o casamento de a rainha polonesa Jadwiga (Hedwig) e o grão-duque Jogaila da Lituânia, que foi coroado rei jure uxoris Władysław II Jagiełło da Polônia. A Primeira Partição em 1772 e a Segunda Partição em 1793 reduziram bastante o tamanho do estado. A Comunidade foi extinta na Terceira Partição de 1795.
A União possuía muitas características únicas entre os estados contemporâneos. O seu sistema político era caracterizado por controles rigorosos do poder monárquico. Estas verificações foram decretadas por uma legislatura (sejm) controlada pela nobreza (szlachta). Este sistema idiossincrático foi um precursor dos conceitos modernos de democracia, a partir de 1791, monarquia constitucional, e federação. Embora os dois estados componentes da Comunidade fossem formalmente iguais, a Polônia era o parceiro dominante na união.
A Comunidade Polaco-Lituana foi marcada por elevados níveis de diversidade étnica e por relativa tolerância religiosa, garantida pela Lei da Confederação de Varsóvia de 1573; no entanto, o grau de liberdade religiosa variou ao longo do tempo. A Constituição de 1791 reconheceu o catolicismo como a "religião dominante", ao contrário da Confederação de Varsóvia, mas a liberdade religiosa ainda era concedida com ela.
Após várias décadas de prosperidade, entrou num período de prolongado declínio político, militar e económico. A sua crescente fraqueza levou à sua divisão entre os seus vizinhos (Áustria, Prússia e Rússia) durante o final do século XVIII. Pouco antes do seu desaparecimento, a Comunidade adoptou um enorme esforço de reforma e promulgou a Constituição de 3 de Maio, que foi a primeira constituição codificada na história europeia moderna e a segunda na história mundial moderna depois da Constituição dos Estados Unidos.

## Nome
O nome oficial do estado era Reino da Polônia e Grão-Ducado da Lituânia (em polonês/polaco:  Królestwo Polskie i Wielkie Księstwo Litewskie, em lituano:  Lenkijos Karalystė ir Lietuvos Didžioji Kunigaikštystė, em latim: Regnum Poloniae Magnusque Ducatus Lithuaniae). O termo latino era geralmente empregado em tratados internacionais e na diplomacia.
No século XVII e mais tarde também era conhecida como a "Comunidade Mais Serena da Polônia" (em polonês/polaco:  Najjaśniejsza Rzeczpospolita Polska, em latim: Serenissima Res Publica Poloniae), a Comunidade do Reino Polonês, ou a Comunidade da Polônia.
Os europeus ocidentais simplificaram frequentemente o nome para "Polônia" e na maioria das fontes antigas e modernas é referido como o Reino da Polônia, ou apenas Polônia. Os termos "Comunidade da Polônia" e "Comunidade das Duas Nações" (em polonês/polaco:  Rzeczpospolita Obojga Narodów, em latim: Res Publica Utriusque Nationis) foram utilizados na Garantia Recíproca de Duas Nações. O termo inglês Comunidade Polaco-Lituana e Alemão Polen-Litauen são vistos como representações da variante "Comunidade de Duas Nações".
Outros nomes informais incluem "República dos Nobres" (em polonês/polaco:  Rzeczpospolita szlachecka) e a "Primeira Comunidade" (em polonês/polaco:  I Rzeczpospolita) ou "Primeira República Polonesa" (em polonês/polaco:  Pierwsza Rzeczpospolita), esta última relativamente comum na historiografia para distingui-la da Segunda República Polaca.

## História

### Prelúdio (1370–1569)

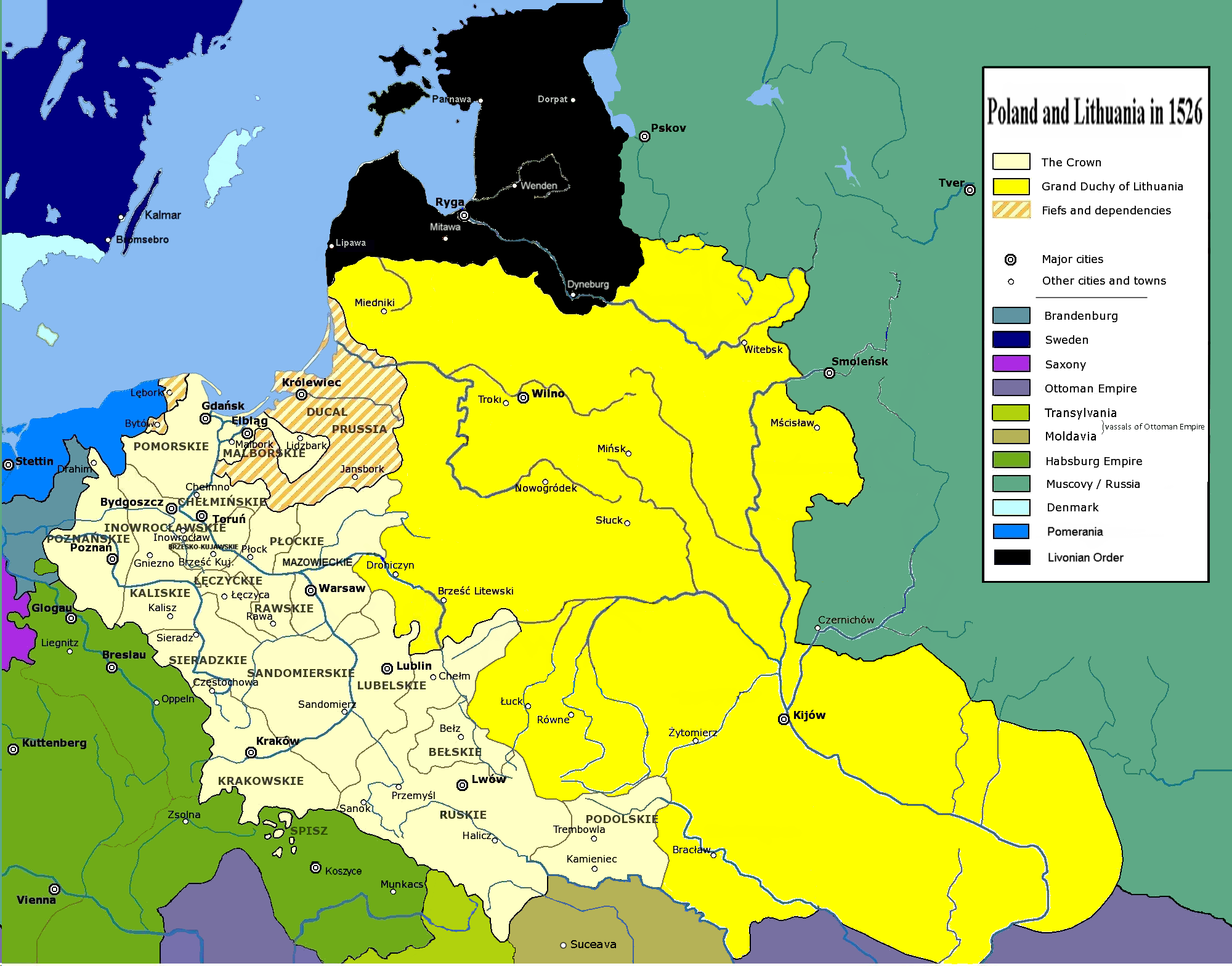
O Reino da Polônia e o Grão-Ducado da Lituânia em 1526.

O Reino da Polônia e o Grão-Ducado da Lituânia passaram por uma série alternada de guerras e alianças ao longo dos séculos XIII e XIV. As relações entre os dois estados diferiram por vezes, à medida que cada um lutava e competia pelo domínio político, econômico ou militar da região. Por sua vez, a Polónia permaneceu um forte aliado do seu vizinho do sul, a Hungria. O último monarca polonês da dinastia nativa Piast, Casimiro, o Grande, morreu em 5 de novembro de 1370 sem gerar um herdeiro legítimo do sexo masculino. Consequentemente, a coroa passou para o seu sobrinho húngaro, Luís de Anjou, que governou o Reino da Hungria numa união pessoal com a Polônia. Um passo fundamental no desenvolvimento de laços extensos com a Lituânia foi uma crise de sucessão que surgiu na década de 1380. Luís morreu em 10 de setembro de 1382 e, como seu tio, não gerou um filho para sucedê-lo. Suas duas filhas, Maria e Jadwiga (Hedwig), reivindicavam o vasto reino dual.
Os senhores poloneses rejeitaram Maria em favor de sua irmã mais nova, Jadwiga, em parte devido à associação de Maria com Sigismundo de Luxemburgo. A futura rainha reinante estava prometida ao jovem Guilherme de Habsburgo, Duque da Áustria, mas certas facções da nobreza permaneceram apreensivas acreditando que Guilherme não asseguraria os interesses domésticos. Em vez disso, recorreram a Jogaila, o grão-duque da Lituânia. Jogaila foi um pagão ao longo da vida e prometeu adotar o catolicismo após o casamento, assinando a União de Krewo em 14 de agosto de 1385. A Lei impôs o cristianismo na Lituânia e transformou a Polônia numa diarquia, um reino governado por dois soberanos; seus descendentes e monarcas sucessivos detinham os títulos de rei e grão-duque, respectivamente. A cláusula final ditava que a Lituânia seria fundida perpetuamente (perpetuo applicare) com o Reino da Polônia; no entanto, isso não entrou em vigor até 1569. Jogaila foi coroado como Władysław II Jagiełło na Catedral de Wawel em 4 de março de 1386.

### União de Lublin (1569)

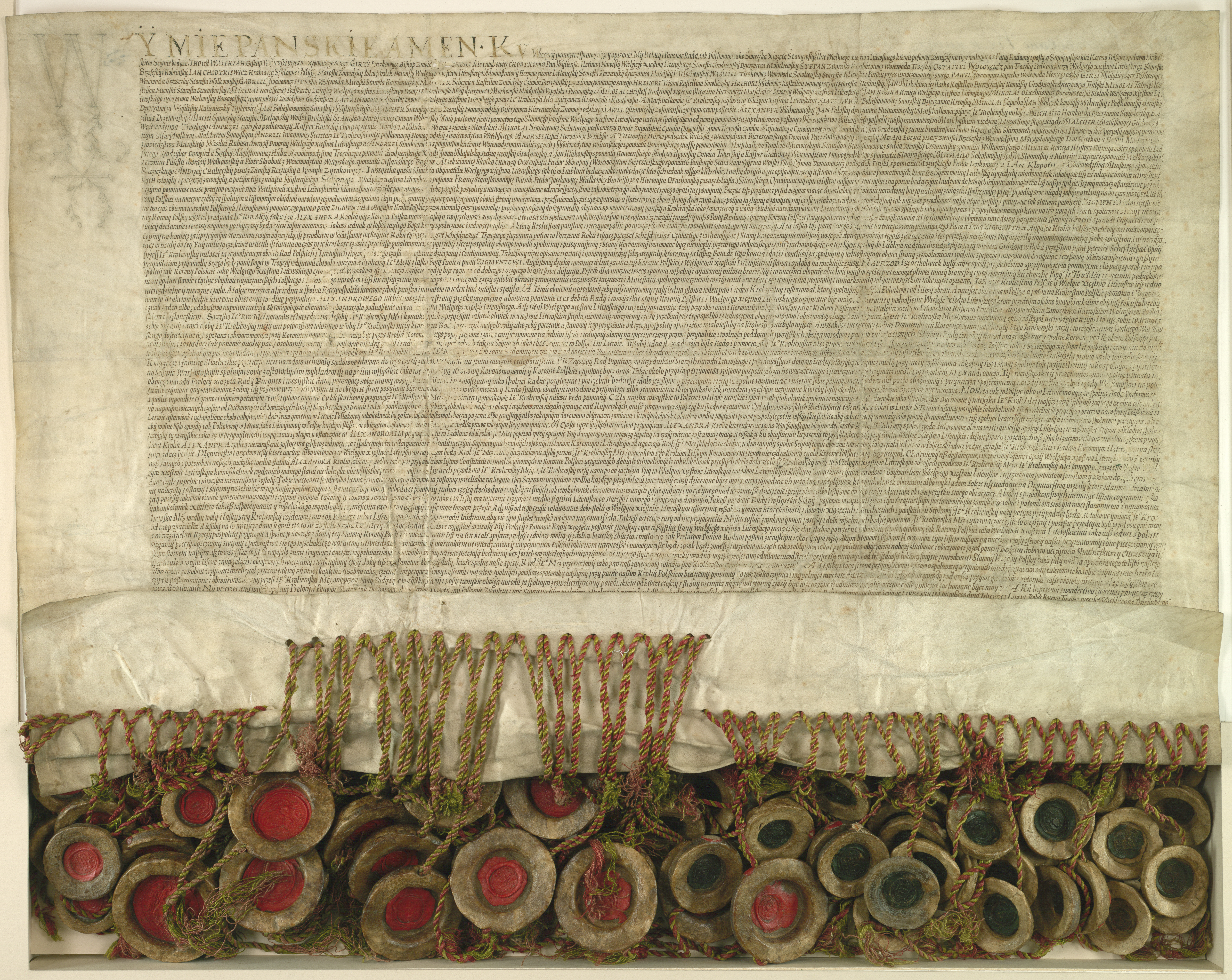
A União de Lublin juntou-se ao Reino da Polônia e ao Grão-Ducado da Lituânia em 1569.

Vários acordos menores foram alcançados antes da unificação, nomeadamente a União de Cracóvia e Vilnius, a União de Vilnius e Radom e a União de Grodno. A posição vulnerável da Lituânia e as tensões crescentes no seu flanco oriental persuadiram os nobres a procurar um vínculo mais estreito com a Polônia. A ideia de uma federação apresentava melhores oportunidades económicas, ao mesmo tempo que protegia as fronteiras da Lituânia de estados hostis a norte, sul e leste. A pequena nobreza lituana estava ansiosa por partilhar os privilégios pessoais e as liberdades políticas desfrutadas pela szlachta polaca, mas não aceitou as exigências polacas para a incorporação do Grão-Ducado na Polónia como uma mera província, sem sentido de autonomia. Mikołaj "o Vermelho" Radziwiłł (Radvila Rudasis) e seu primo Mikołaj "o Negro" Radziwiłł, dois nobres proeminentes e comandantes militares na Lituânia, se opuseram veementemente à união.
Um feroz defensor de uma Comunidade única e unificada foi Sigismundo II Augusto, que não tinha filhos e estava doente. Segundo os historiadores, foi o seu envolvimento ativo que acelerou o processo e tornou possível a união. Um parlamento (sejm) reuniu-se em 10 de janeiro de 1569 na cidade de Lublin, com a presença de enviados de ambas as nações. Foi acordado que a fusão ocorrerá no mesmo ano e ambos os parlamentos serão fundidos numa assembleia conjunta. Nenhuma convocação parlamentar independente ou dieta foi permitida a partir de então. Os súditos da Coroa polaca já não estavam restringidos na compra de terras em território lituano e uma moeda única foi estabelecida. Embora os militares permanecessem separados, uma política externa unificada significava que as tropas lituanas eram obrigadas a contribuir durante um conflito que não fosse vantajoso para eles. Como resultado, vários magnatas lituanos deploraram os acordos e deixaram a assembleia em protesto. Sigismundo II usou sua autoridade como grão-duque e fez cumprir o Ato de União in contumaciam. Com medo, os nobres ausentes retornaram prontamente às negociações. A União de Lublin foi aprovada pelos deputados reunidos e assinada pelos participantes em 1 de julho, criando assim a Comunidade Polaco-Lituana.
A morte de Sigismundo em 1572 foi seguida por um interregno durante o qual foram feitos ajustes no sistema constitucional; estes ajustes aumentaram significativamente o poder da nobreza polaca e estabeleceram uma monarquia verdadeiramente eletiva.

## Ápice e a Era de Ouro (1573-1648)

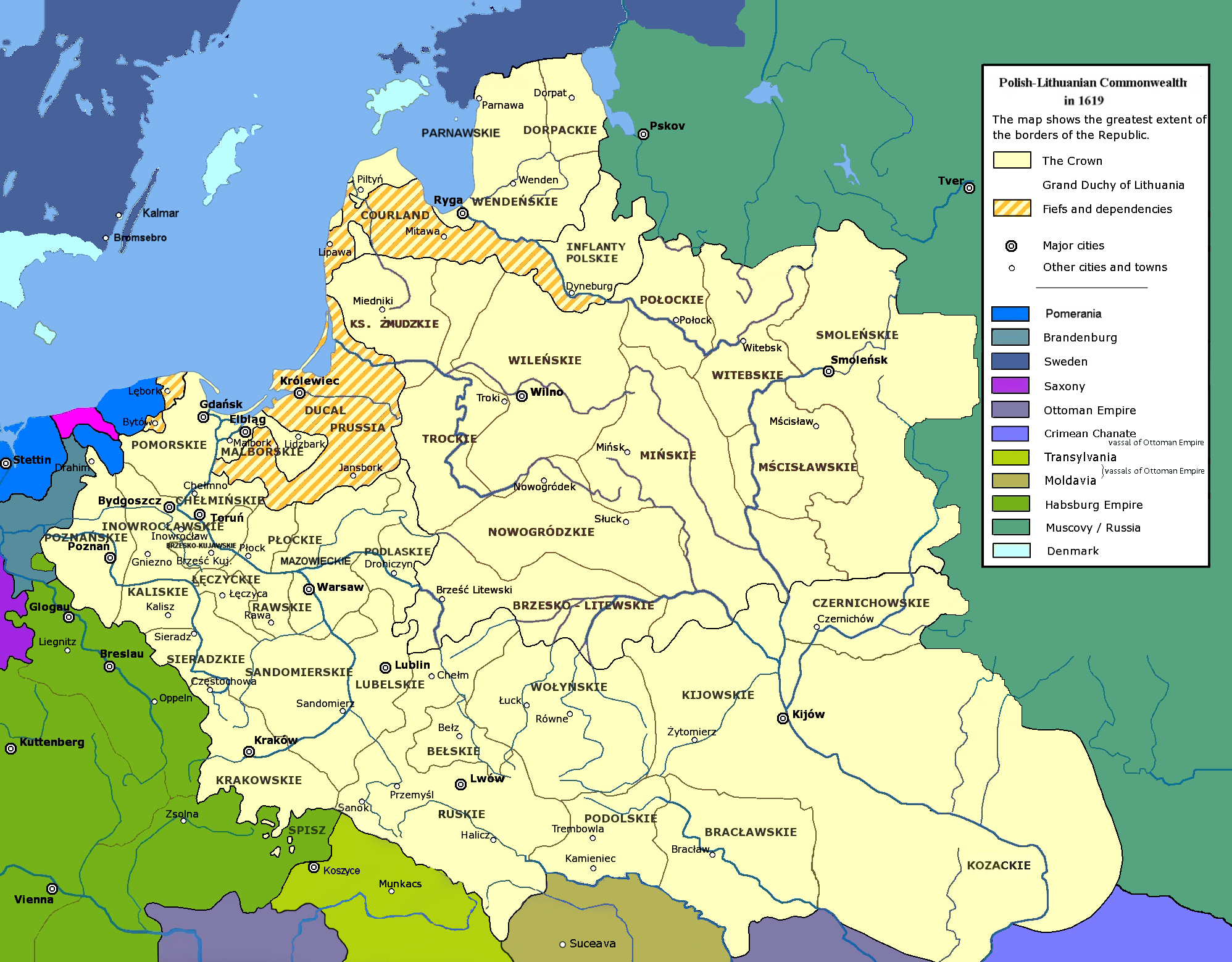
A Comunidade Polaco-Lituana atingiu a sua maior extensão em 1619

Em 11 de maio de 1573, Henrique de Valois, filho de Henrique II de França e de Catarina de Médici, foi proclamado Rei da Polônia e Grão-Duque da Lituânia na primeira eleição real fora de Varsóvia . Aproximadamente 40.000 nobres votaram no que se tornaria uma tradição secular de democracia dos nobres (Liberdade Dourada). Henrique já se apresentava como candidato antes da morte de Sigismundo e recebeu amplo apoio das facções pró-francesas. A escolha foi um movimento político que visava reduzir a hegemonia dos Habsburgos, acabar com as escaramuças com os otomanos aliados franceses, e lucrar com o lucrativo comércio com a França. Ao subir ao trono, Henrique assinou o acordo contratual conhecido como Pacta conventa e aprovou os Artigos Henriquianos. A Lei estabeleceu os princípios fundamentais de governação e direito constitucional na Comunidade Polaco-Lituana. Em junho de 1574, Henrique abandonou a Polônia e voltou para reivindicar a coroa francesa após a morte de seu irmão e antecessor, Carlos IX. O trono foi posteriormente declarado vago.
O interregno terminou em 12 de dezembro de 1575, quando o primaz Jakub Uchański declarou Maximiliano II, Sacro Imperador Romano, como o próximo rei. A decisão foi condenada pela coalizão anti-Habsburgo, que exigia um candidato “nativo”. Como compromisso, em 13 de dezembro de 1575, Ana Jagelão – irmã de Sigismundo Augusto e membro da dinastia Jaguelônica – tornou-se a nova monarca. Os nobres elegeram simultaneamente Estevão Báthory como co-regente, que governou jure uxoris. A eleição de Báthory revelou-se controversa – a Lituânia e a Prússia Ducal inicialmente recusaram-se a reconhecer a Transilvânia como seu governante. A rica cidade portuária de Gdańsk (Danzig) encenou uma revolta, e, com a ajuda da Dinamarca, bloqueou o comércio marítimo para a neutra Elbląg (Elbing). Báthory, incapaz de penetrar nas extensas fortificações da cidade, sucumbiu às exigências de maiores privilégios e liberdades. No entanto, a sua campanha bem sucedida na Livônia terminou com a anexação da Livônia e do Ducado da Curlândia e Semigália (actual Estônia e Letônia, respectivamente), expandindo assim a influência da Commonwealth nos Bálticos. Mais importante ainda, a Polónia ganhou a cidade hanseática de Riga, no Mar Báltico.

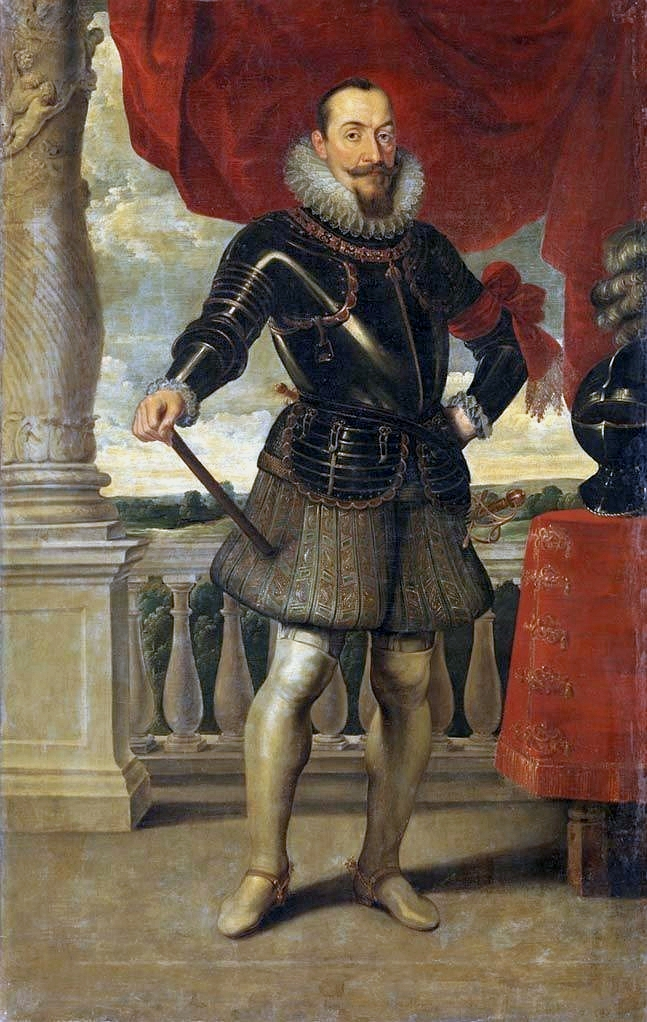
Sigismundo III Vasa, que reinou entre 1587 e 1632, presidiu uma era de prosperidade e expansão territorial da Comunidade.

Em 1587, Sigismundo Vasa - filho de João III da Suécia e de Catarina Jagelão - venceu as eleições, mas a sua reivindicação foi abertamente contestada por Maximiliano III da Áustria, que lançou uma expedição militar para desafiar o novo rei. A sua derrota em 1588 pelas mãos de Jan Zamoyski selou o direito de Sigismundo ao trono da Polônia e da Suécia. O longo reinado de Sigismundo marcou o fim da Era de Ouro Polonesa e o início da Idade de Prata. Católico devoto, ele esperava restaurar o absolutismo e impôs o catolicismo romano durante o auge da Contrarreforma. A sua intolerância para com os protestantes na Suécia desencadeou uma guerra de independência, que pôs fim à união polaco-sueca. Como consequência, foi deposto na Suécia por seu tio Carlos IX Vasa. Na Polônia, a rebelião de Zebrzydowski foi brutalmente reprimida.
Sigismundo III iniciou então uma política de expansionismo e invadiu a Rússia em 1609, quando esse país foi assolado por uma guerra civil conhecida como o Tempo das Perturbações. Em julho de 1610, a força polonesa em menor número, composta por hussardos alados, derrotou os russos na Batalha de Klushino, o que permitiu aos poloneses tomar e ocupar Moscou pelos próximos dois anos. O desgraçado Basílio IV da Rússia foi transportado numa jaula para Varsóvia, onde prestou homenagem a Sigismundo; Vasili foi posteriormente assassinado no cativeiro. As forças da Comunidade foram eventualmente expulsas em 4 de novembro de 1612 (celebrado como o Dia da Unidade na Rússia). A guerra terminou com uma trégua que concedeu extensos territórios à Polónia-Lituânia no leste e marcou a sua maior expansão territorial. Pelo menos cinco milhões de russos morreram entre 1598 e 1613, resultado de conflitos contínuos, fome e invasão de Sigismundo.

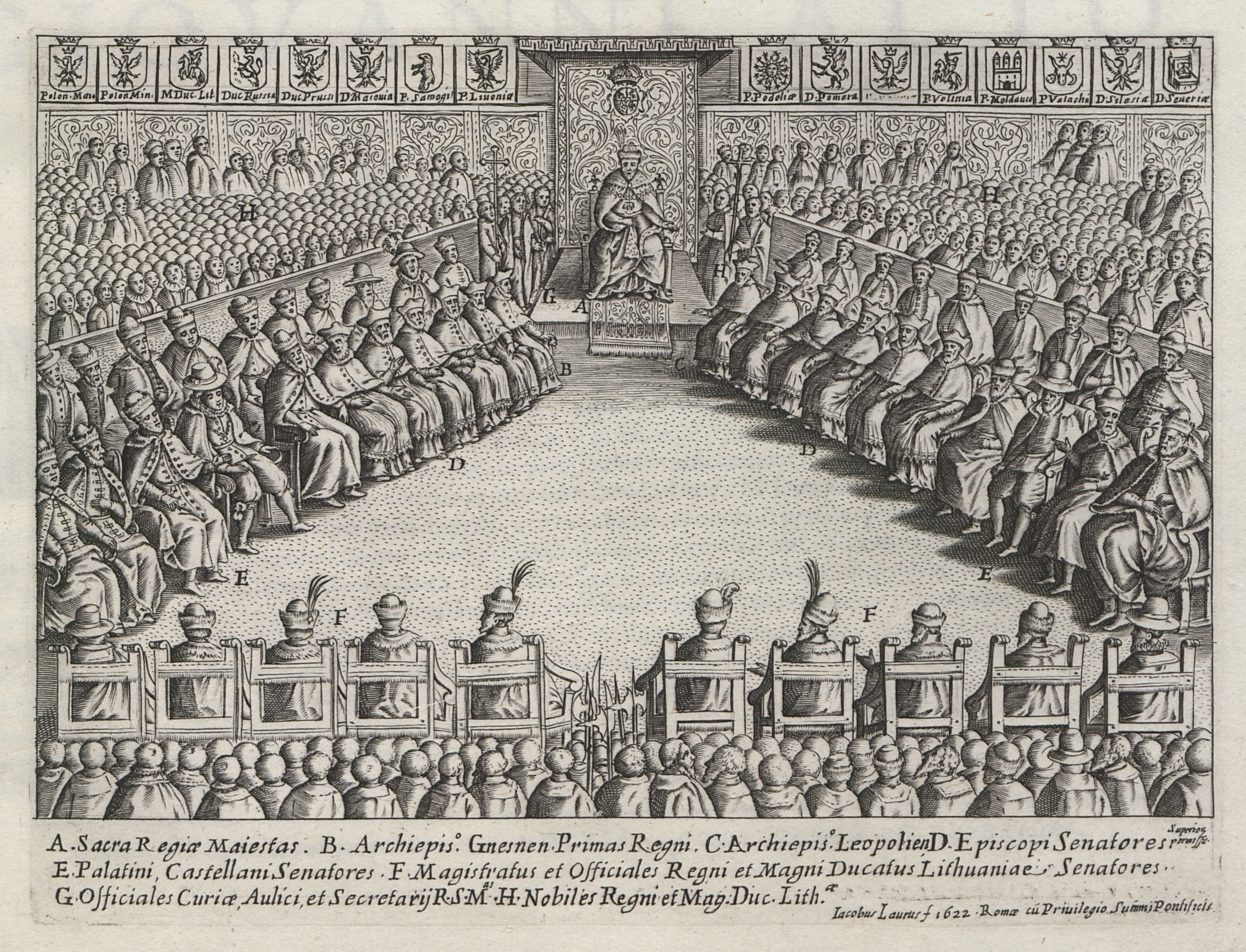
Sejm (parlamento) da Comunidade Polaco-Lituana no início do século XVII

A Guerra Polaco-Otomana (1620-1621) forçou a Polônia a retirar-se da Moldávia, no sudeste da Europa, mas a vitória de Sigismundo sobre os turcos em Khotyn diminuiu a supremacia do Sultanato e acabou por levar ao assassinato de Osmã II. Isto garantiu a fronteira turca durante o governo de Sigismundo. Apesar das vitórias na Guerra Polaco-Sueca (1626-1629), o exausto exército da Comunidade assinou o Tratado de Altmark, que cedeu grande parte da Livônia à Suécia sob Gustavo II Adolfo. Ao mesmo tempo, o poderoso parlamento do país era dominado por nobres que estavam relutantes em envolver-se na Guerra dos Trinta Anos; esta neutralidade poupou o país da devastação de um conflito político-religioso que devastou a maior parte da Europa contemporânea.
Durante este período, a Polónia viveu um despertar cultural e um extenso desenvolvimento nas artes e na arquitectura; o primeiro rei Vasa patrocinou abertamente pintores, artesãos, músicos e engenheiros estrangeiros, que se estabeleceram na Comunidade a seu pedido.
O filho mais velho de Sigismundo, Ladislau, o sucedeu como Władysław IV em 1632, sem grande oposição. Um estrategista habilidoso, investiu em artilharia, modernizou o exército e defendeu ferozmente as fronteiras orientais da Comunidade. Sob o Tratado de Stuhmsdorf, ele recuperou regiões da Livônia e do Báltico que foram perdidas durante as guerras polaco-suecas. Ao contrário de seu pai, que adorava os Habsburgos, Władysław buscou laços mais estreitos com a França e casou-se com Maria Luísa Gonzaga, filha de Carlos I Gonzaga, Duque de Mântua, em 1646.

### Dilúvio, rebeliões e Viena (1648-1696)

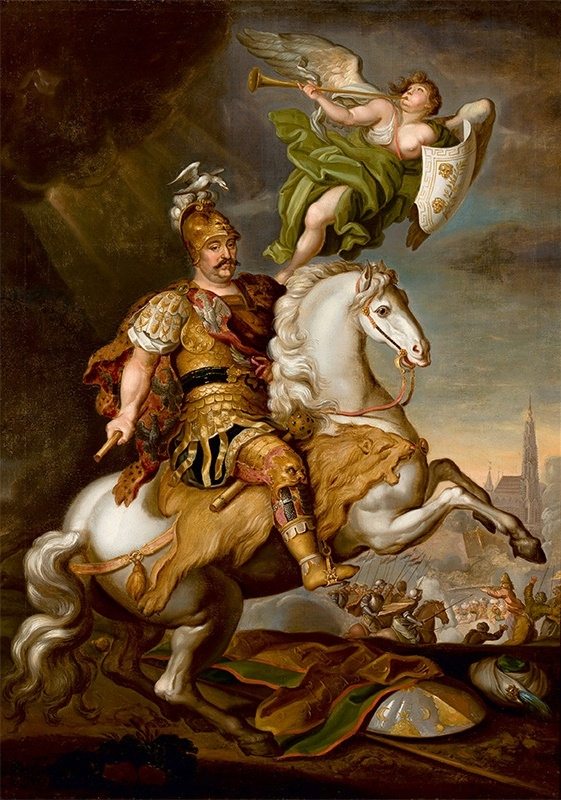
João III Sobieski, vencedor sobre os turcos otomanos na Batalha de Viena em 1683.

O poder e a estabilidade da Comunidade começaram a diminuir após uma série de golpes durante as décadas seguintes. O irmão de Władysław, João II Casimiro, provou ser fraco e impotente. A federação multicultural e megadiversificada já sofria de problemas internos. À medida que a perseguição às minorias religiosas e étnicas se intensificava, vários grupos começaram a rebelar-se.
Uma grande rebelião de cossacos ucranianos autogovernados que habitavam as fronteiras do sudeste da Commonwealth se rebelou contra a opressão polonesa e católica da Ucrânia ortodoxa em 1648, no que veio a ser conhecido como a Revolta de Khmelnytsky. Resultou num pedido ucraniano, nos termos do Tratado de Pereyaslav, de proteção por parte do czar russo. Em 1651, face a uma ameaça crescente da Polónia, e abandonado pelos seus aliados tártaros, Khmelnytsky pediu ao czar que incorporasse a Ucrânia como um ducado autónomo sob protecção russa. A anexação russa da Ucrânia Zaporizhiana suplantou gradualmente a influência polonesa naquela parte da Europa. Nos anos seguintes, colonos polacos, nobres, católicos e judeus tornaram-se vítimas de massacres de retaliação instigados pelos cossacos nos seus domínios.
O outro golpe para a Commonwealth foi uma invasão sueca em 1655, conhecida como o Dilúvio, que foi apoiada pelas tropas do duque da Transilvânia Jorge II Rákóczi e de Frederico Guilherme, Eleitor de Brandemburgo. Sob o Tratado de Bromberg em 1657, a Polônia católica foi forçada a renunciar à sua suserania sobre a Prússia protestante; em 1701, o outrora insignificante ducado foi transformado no Reino da Prússia, que se tornou uma grande potência europeia no século XVIII e provou ser o inimigo mais duradouro da Polônia.
No final do século XVII, o rei da enfraquecida Comunidade, João III Sobieski, aliou-se ao Sacro Imperador Romano Leopoldo I para desferir derrotas esmagadoras ao Império Otomano. Em 1683, a Batalha de Viena marcou o ponto de viragem final na luta de 250 anos entre as forças da Europa cristã e os otomanos islâmicos. Pela sua oposição de séculos aos avanços muçulmanos, a Comunidade ganharia o nome de Antemurale Christianitatis (baluarte do Cristianismo). Durante os 16 anos seguintes, a Grande Guerra Turca empurraria os turcos permanentemente para sul do rio Danúbio, nunca mais ameaçando a Europa central.

### A turbulência política e o iluminismo (1697-1771)

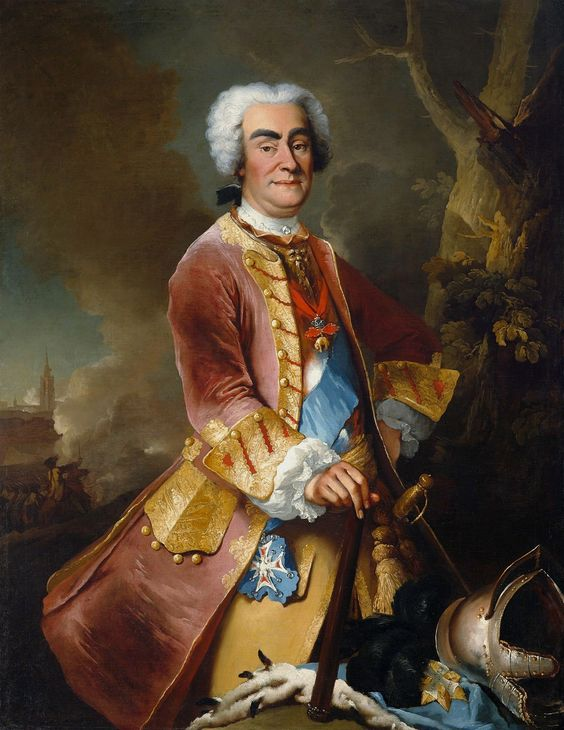
Augusto II, o Forte, Rei da Polônia e Eleitor da Saxônia, portando a Ordem da Águia Branca que estabeleceu em 1705.

A morte de João Sobieski em 1696 encerrou indiscutivelmente o período de soberania nacional e a autoridade relativa da Polónia sobre a região diminuiu rapidamente. No século XVIII, a desestabilização do seu sistema político levou a Commonwealth à beira da guerra civil e o Estado tornou-se cada vez mais suscetível à influência estrangeira. As restantes potências europeias intrometeram-se perpetuamente nos assuntos do país. Após a morte de um rei, várias casas reais se intrometeram ativamente na esperança de garantir votos para os candidatos desejados. A prática era comum e aparente, e a seleção muitas vezes resultava de subornos pesados direcionados a nobres corruptos. Luís XIV de França investiu fortemente em Francisco Luís, Príncipe de Conti, em oposição a Jaime Luís Sobieski, Maximiliano II Emanuel da Baviera e Frederico Augusto da Saxônia. A conversão deste último do luteranismo ao catolicismo impressionou os magnatas conservadores e o Papa Inocêncio XII, que por sua vez manifestaram o seu endosso. A Rússia Imperial e a Áustria dos Habsburgos também contribuíram financiando Frederico, cuja eleição ocorreu em junho de 1697. Muitos questionaram a legalidade da sua elevação ao trono; especulou-se que o Príncipe de Conti havia recebido mais votos e era o herdeiro legítimo. Frederico correu com seus exércitos para a Polônia para reprimir qualquer oposição. Ele foi coroado Augusto II em setembro e o breve combate militar de Conti perto de Gdańsk em novembro do mesmo ano revelou-se infrutífero.
A Casa de Wettin governou a Polônia-Lituânia e a Saxónia simultaneamente, dividindo o poder entre os dois estados. Apesar dos seus controversos meios de alcançar o poder, Augusto II gastou generosamente nas artes e deixou um extenso legado cultural e arquitetônico (barroco) em ambos os países. Na Polônia, expandiu Wilanów e facilitou a remodelação do Castelo Real de Varsóvia numa moderna residência palaciana. Inúmeros marcos e monumentos na cidade têm um nome que faz referência aos reis saxões, nomeadamente o Jardim Saxão, o Eixo Saxão e o antigo Palácio Saxão. O período viu o desenvolvimento do planejamento urbano, alocação de ruas, hospitais, escolas (Collegium Nobilium), parques públicos e bibliotecas (Biblioteca Załuski). As primeiras fábricas produzindo em grande escala foram abertas para satisfazer as demandas da nobreza como consumidores.
No auge da Grande Guerra do Norte, uma coalizão (Confederação de Varsóvia) contra Augusto II foi formada por Stanisław Leszczyński e outros magnatas patrocinados pela Suécia. A Comunidade Polaco-Lituana era formalmente neutra neste ponto, quando Augusto entrou na guerra como Eleitor da Saxônia. Desconsiderando as propostas de negociação polonesas apoiadas pelo parlamento sueco, Carlos cruzou para a Comunidade e derrotou as forças saxo-polonesas na Batalha de Kliszów em 1702 e na Batalha de Pułtusk em 1703. Carlos então conseguiu destronar Augusto e coagir o Sejm (parlamento) a substituí-lo por Estanislau em 1704. Augusto recuperou o trono em 1709, mas a sua própria morte em 1733 desencadeou a Guerra da Sucessão Polaca, na qual Estanislau mais uma vez tentou tomar a coroa, desta vez com o apoio da França. O Sejm de Pacificação culminou com Augusto III sucedendo a seu pai.
A relativa paz e a inactividade que se seguiram apenas enfraqueceram a reputação da Polônia na cena mundial. Aleksander Brückner observou que os costumes e tradições polacas foram abandonados em favor de tudo o que era estrangeiro, e os estados vizinhos continuaram a explorar a Polónia em seu benefício. Além disso, a crescente exploração de recursos nas Américas pela Europa Ocidental tornou os abastecimentos da Commonwealth menos cruciais, o que resultou em perdas financeiras. Augusto III passou pouco tempo na Comunidade, preferindo a cidade saxônica de Dresden. Ele nomeou Heinrich von Brühl como vice-rei e ministro dos assuntos polacos que por sua vez deixou a política para famílias de magnatas polacos, como os Czartoryskis e os Radziwiłłs. Foi também durante este período que o Iluminismo polaco começou a brotar.

### Partições (1772-1795)

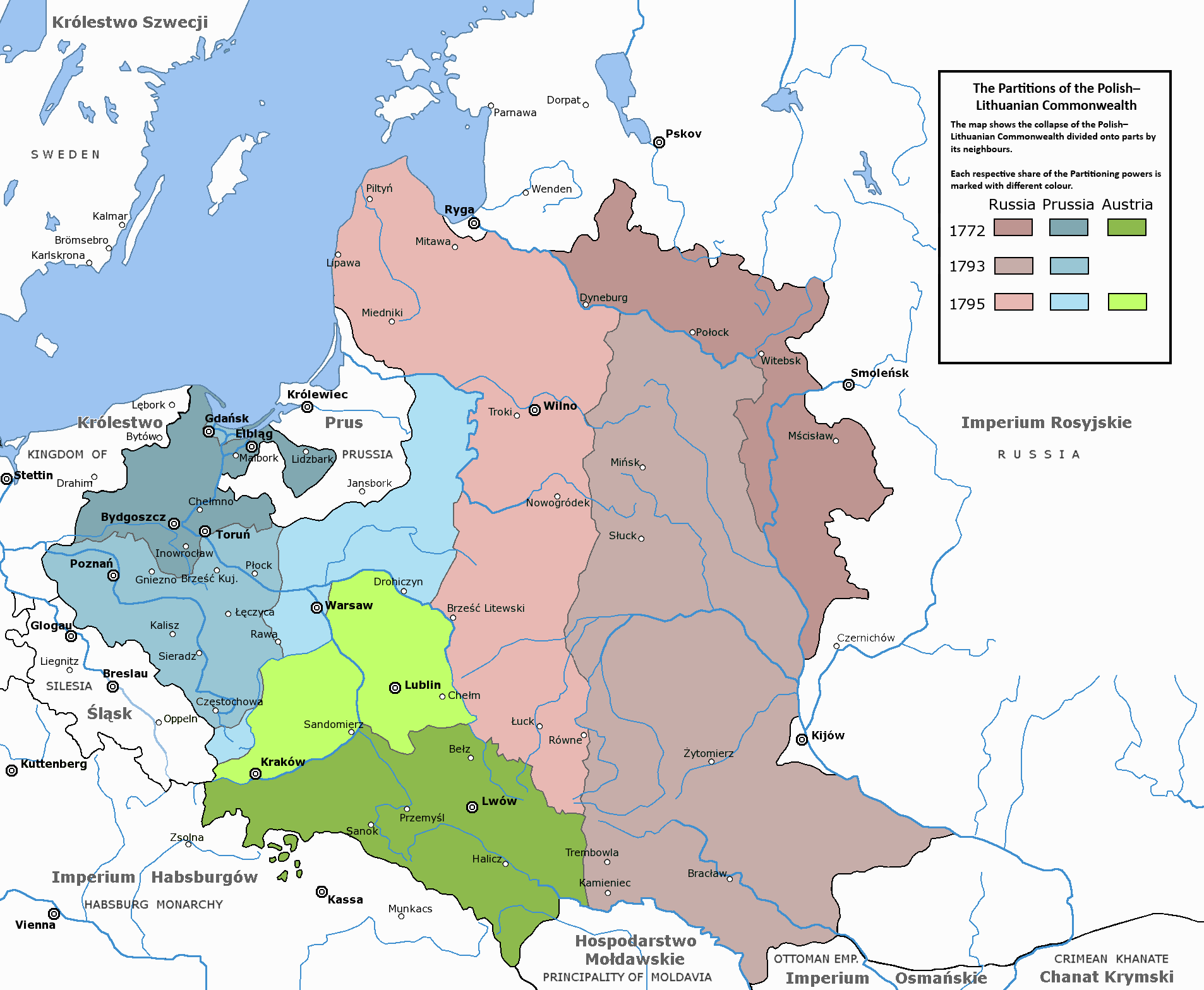
Partições da Polônia em 1772, 1793 e 1795.

Em 1764, o aristocrata Stanisław August Poniatowski foi eleito monarca com a conivência e o apoio de sua ex-amante Catarina, a Grande, uma nobre alemã que se tornou Imperatriz da Rússia.
As tentativas de reforma de Poniatowski encontraram forte resistência tanto interna quanto externamente. Qualquer objectivo de estabilizar a Comunidade era perigoso para os seus vizinhos ambiciosos e agressivos. Tal como os seus antecessores, patrocinou artistas e arquitectos. Em 1765 fundou o Corpo de Cadetes de Varsóvia, a primeira escola estatal na Polônia para todas as classes da sociedade. Em 1773 o rei e o parlamento formaram a Comissão de Educação Nacional, o primeiro Ministério da Educação da história europeia. Em 1792, o rei ordenou a criação da Virtuti Militari, a mais antiga condecoração militar ainda em uso. Stanisław August também admirava a cultura dos reinos antigos, especialmente Roma e Grécia; O neoclassicismo tornou-se a forma dominante de expressão arquitetônica e cultural.
Politicamente, no entanto, a vasta Comunidade estava em declínio constante e, em 1768, começou a ser considerada pelos russos como um protetorado do Império Russo, apesar de ainda ser um estado independente.   O controlo maioritário sobre a Polônia era fundamental para as estratégias diplomáticas e militares de Catarina. As tentativas de reforma, como a Constituição de maio do Sejm de quatro anos, chegaram tarde demais. O país foi dividido em três etapas pelo Império Russo, pelo Reino Alemão da Prússia e pela Monarquia Austríaca dos Habsburgos. Em 1795, a Comunidade Polaco-Lituana foi completamente apagada do mapa da Europa. A Polônia e a Lituânia não foram restabelecidas como países independentes até 1918.

## Organização estatal e política

### Liberdade Dourada

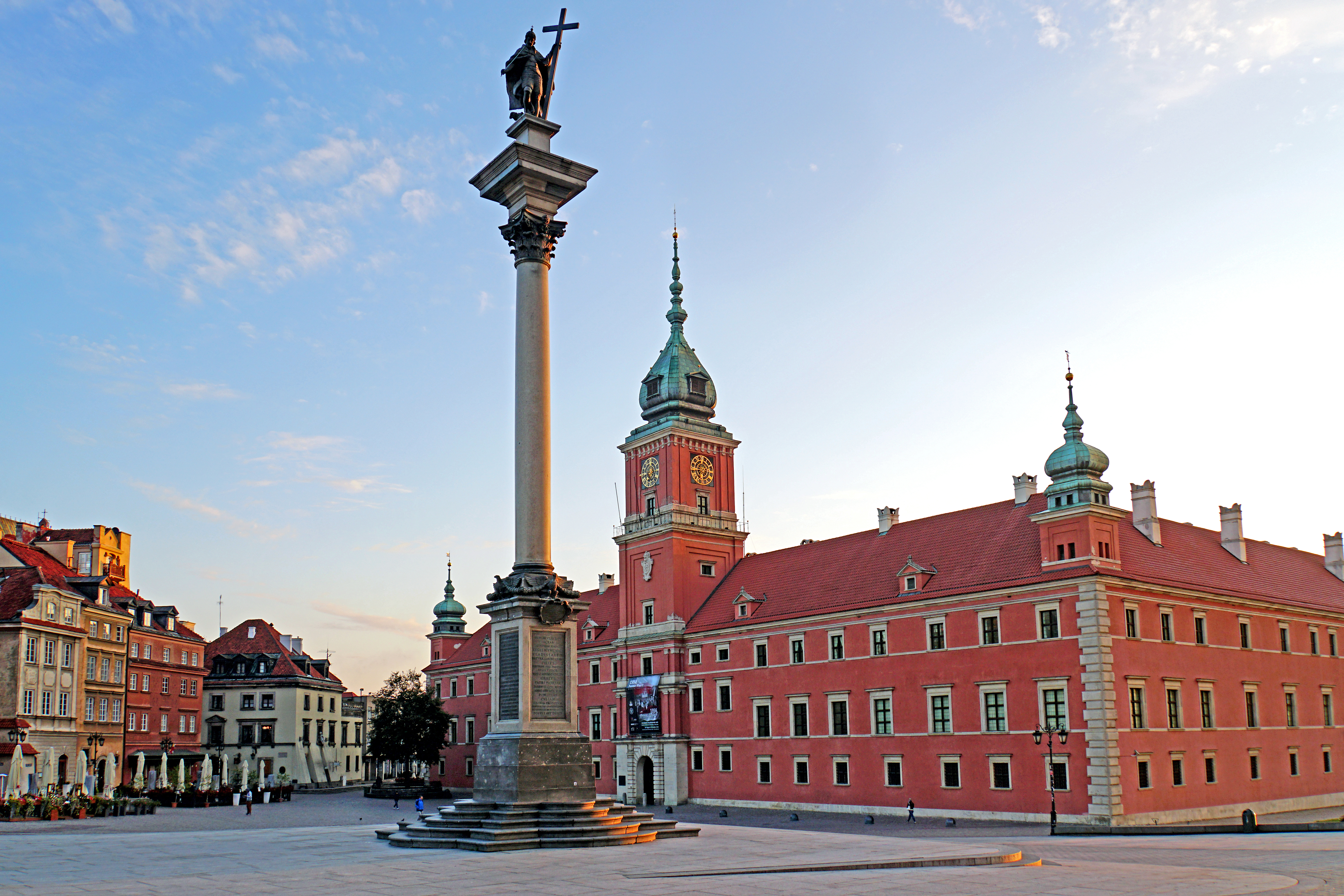
O Castelo Real de Varsóvia foi a residência formal dos reis poloneses depois que a capital foi transferida de Cracóvia em 1596.

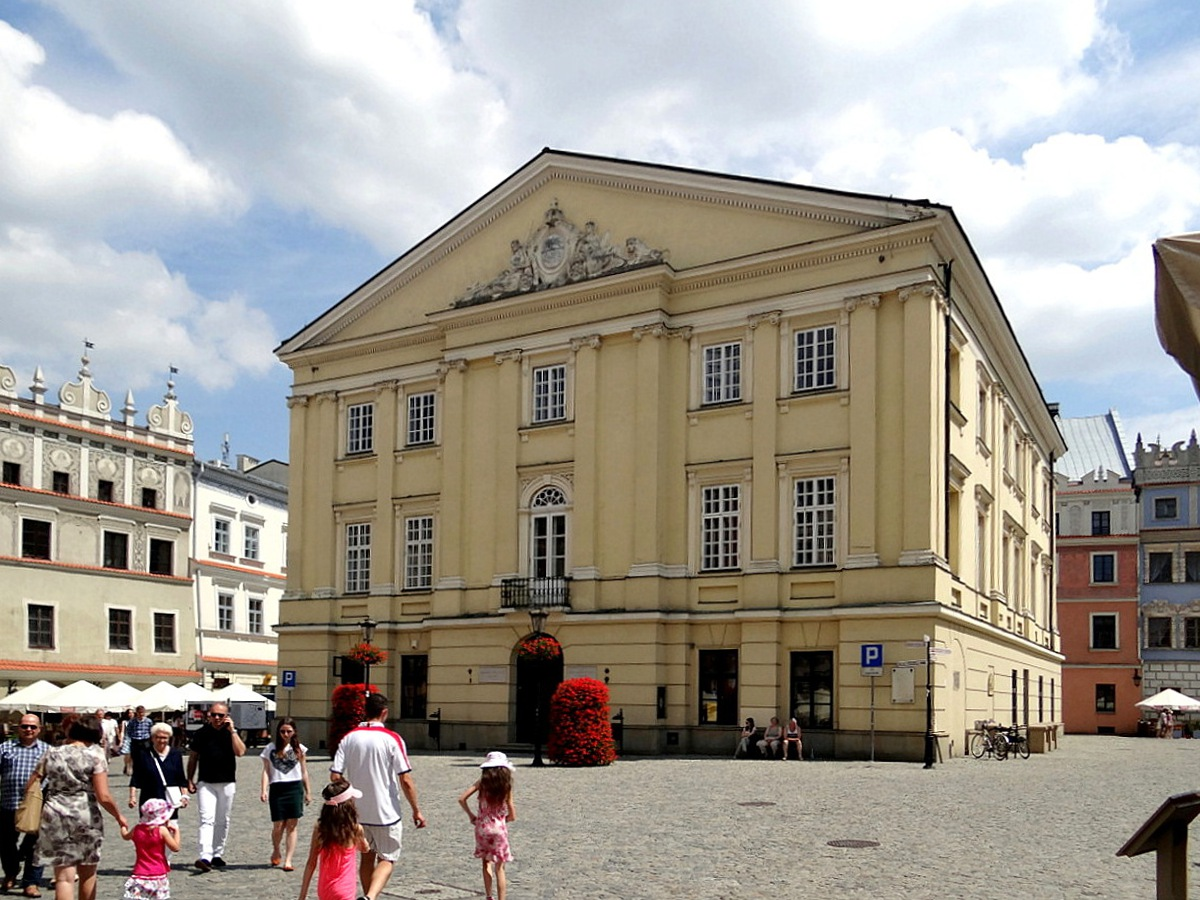
O Tribunal da Coroa em Lublin era o mais alto tribunal de apelações do Reino da Polônia

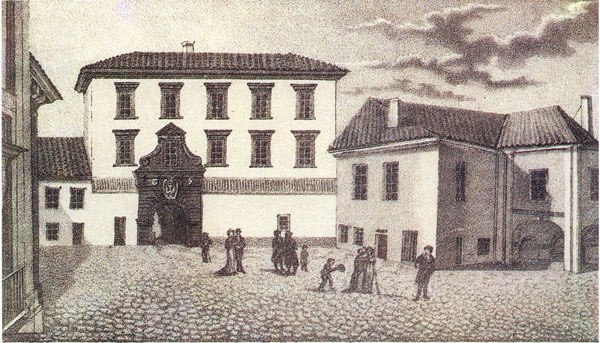
O Palácio do Tribunal Lituano em Vilnius, que foi exclusivamente o mais alto tribunal de recurso da nobreza lituana no Grão-Ducado da Lituânia

A doutrina política da Comunidade era que "o nosso estado é uma república sob a presidência do Rei". O chanceler Jan Zamoyski resumiu esta doutrina quando disse que Rex regnat et non-gubernat ("O rei reina, mas não governa"). A Comunidade tinha um parlamento, o Sejm, bem como um Senat e um rei eleito. O rei era obrigado a respeitar os direitos dos cidadãos especificados nos artigos do rei Henrique, bem como na pacta conventa, negociada no momento da sua eleição.
O poder do monarca foi limitado em favor de uma classe nobre considerável. Cada novo rei teve de se comprometer a defender os Artigos Henriquianos, que eram a base do sistema político da Polónia (e incluíam garantias quase sem precedentes de tolerância religiosa). Com o tempo, os Artigos Henriquianos foram fundidos com a pacta conventa, promessas específicas acordadas pelo rei eleito. A partir daí, o rei passou a ser efetivamente parceiro da classe nobre e era constantemente supervisionado por um grupo de senadores. O Sejm poderia vetar o rei em questões importantes, incluindo legislação (adoção de novas leis), relações exteriores, declaração de guerra e tributação (alterações de impostos existentes ou cobrança de novos).
A base do sistema político da Comunidade, a "Liberdade Dourada" (em latim: Aurea Libertas ou em polonês/polaco:  Złota Wolność, termo usado a partir de 1573), incluía:
- eleição do rei por todos os nobres que desejam participar, conhecida como wolna elekcja (eleição livre);
- Sejm, o parlamento da Comunidade que o rei era obrigado a realizar a cada dois anos;
- pacta conventa (latim), "acordos acordados" negociados com o rei eleito, incluindo uma declaração de direitos, vinculativa para o rei, derivada dos anteriores artigos Henriquianos.
- liberdade religiosa garantida pela Lei da Confederação de Varsóvia de 1573,
- rokosz (insurreição), o direito dos szlachta de formar uma rebelião legal contra um rei que violou as suas liberdades garantidas;
- liberum veto (latim), o direito de um deputado individual do Sejm de se opor a uma decisão da maioria em uma sessão do Sejm; a expressão de tal “veto livre” anulou toda a legislação que havia sido aprovada naquela sessão; durante a crise da segunda metade do século XVII, os nobres polacos também podiam usar o veto liberum nos sejmiks provinciais;
- konfederacja (do latim confederatio), o direito de formar uma organização para forçar um objetivo político comum.

As três regiões (ver abaixo) da Comunidade gozavam de um certo grau de autonomia. Cada voivodia tinha seu próprio parlamento (sejmik), que exercia um poder político sério, incluindo a escolha do poseł (deputado) para o Sejm nacional e a atribuição do deputado de instruções de voto específicas. O Grão-Ducado da Lituânia tinha o seu próprio exército, tesouro e muitas outras instituições oficiais separadas.
A Liberdade Dourada criou um estado incomum para a época, embora existissem sistemas políticos semelhantes nas cidades-estado contemporâneas, como a República de Veneza. Ambos os estados foram denominados "Serenissima Respublica" ou "República Mais Serena". Numa altura em que a maioria dos países europeus caminhava para a centralização, a monarquia absoluta e a guerra religiosa e dinástica, a Comunidade fez experiências com a descentralização, confederação e federação, democracia e tolerância religiosa.
Este sistema político incomum para a época resultou da ascendência da classe nobre szlachta sobre outras classes sociais e sobre o sistema político da monarquia. Com o tempo, a szlachta acumulou privilégios suficientes (como os estabelecidos pela Lei Nihil novi de 1505) para que nenhum monarca pudesse esperar quebrar o controle da szlachta sobre o poder. O sistema político da Commonwealth é difícil de enquadrar numa categoria simples, mas pode ser provisoriamente descrito como uma mistura de:
- confederação e federação, no que diz respeito à ampla autonomia de suas regiões. É, no entanto, difícil chamar decisivamente a Comunidade de confederação ou federação, uma vez que tinha algumas qualidades de ambas;
- oligarquia, como apenas a szlachta (nobreza) – cerca de 15% da população – tinha direitos políticos;[135]
- democracia, uma vez que todos os szlachta eram iguais em direitos e privilégios, e o Sejm poderia vetar o rei em questões importantes, incluindo legislação (a adoção de novas leis), relações exteriores, declaração de guerra e tributação (mudanças nos impostos existentes ou no cobrança de novos). Além disso, os 15% da população da Commonwealth que gozavam desses direitos políticos (a szlachta)  representavam uma percentagem substancialmente maior do que na maioria dos países europeus, mesmo no século XIX;  observam que em 1820, na França, apenas cerca de 1,5% da população adulta masculina tinha direito de voto, e em 1840, na Bélgica, apenas cerca de 5%.
- monarquia eletiva, já que o monarca, eleito pela szlachta, era Chefe de Estado;
- monarquia constitucional, uma vez que o monarca estava sujeito à pacta conventa e outras leis, e a szlachta poderia desobedecer a qualquer decreto do rei que considerasse ilegal.

### Oligarquia magnata

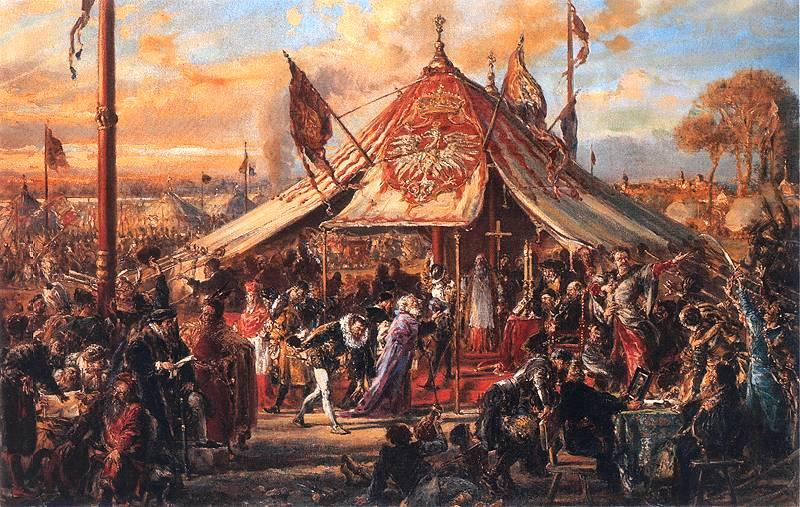
A República no Zénite do Seu Poder, a Eleição Real de 1573

O fim da dinastia Jaguelônica em 1572 – depois de quase dois séculos – perturbou o frágil equilíbrio do governo da Comunidade. O poder passou cada vez mais do governo central para a nobreza.
Quando apresentadas a oportunidades periódicas para ocupar o trono, a szlachta exibiu preferência por candidatos estrangeiros que não estabeleceriam uma dinastia forte e duradoura. Esta política muitas vezes produziu monarcas que eram totalmente ineficazes ou em constante conflito debilitante com a nobreza. Além disso, com exceção de exceções notáveis, como o capaz Estêvão Báthory da Transilvânia (1576-86), os reis de origem estrangeira estavam inclinados a subordinar os interesses da Comunidade aos de seu próprio país e casa governante. Isto foi especialmente visível nas políticas e ações dos dois primeiros reis eleitos da Casa Sueca de Vasa, cuja política colocou a Commonwealth em conflito com a Suécia, culminando na guerra conhecida como o Dilúvio (1655), um dos eventos que marcam o fim da Idade de Ouro da Commonwealth e o início do declínio da Comunidade.
A Rebelião de Zebrzydowski (1606–1607) marcou um aumento substancial no poder dos magnatas polacos, e a transformação da democracia szlachta em oligarquia de magnatas . O sistema político da Comunidade era vulnerável a interferências externas, uma vez que os deputados do Sejm subornados por potências estrangeiras podiam usar o seu liberum veto para bloquear tentativas de reformas. Isto minou a Commonwealth e mergulhou-a na paralisia política e na anarquia durante mais de um século, de meados do século XVII até ao final do século XVIII, enquanto os seus vizinhos estabilizavam os seus assuntos internos e aumentavam o seu poderio militar.

### Reformas tardias

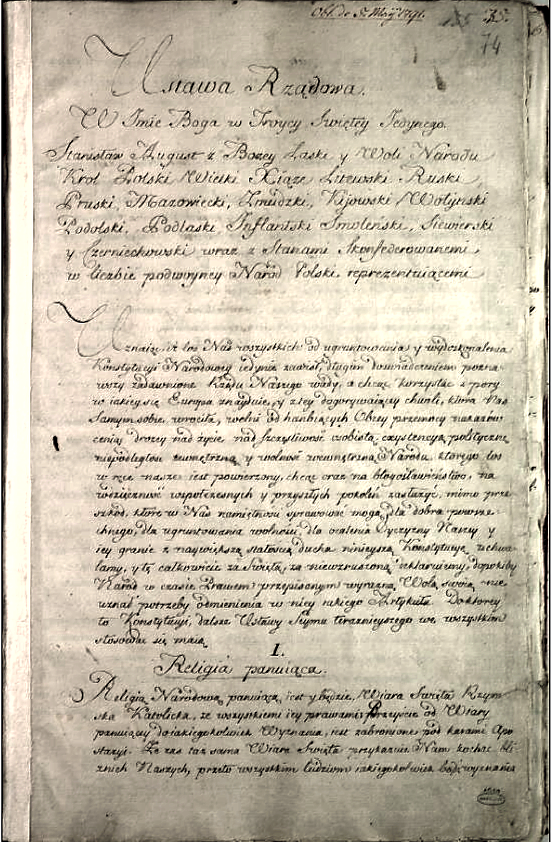
A Constituição de 3 de maio adotada em 1791 foi a primeira constituição moderna na Europa.

A Commonwealth acabou por fazer um esforço sério para reformar o seu sistema político, adoptando em 1791 a Constituição de 3 de Maio de 1791, que o historiador Norman Davies chama de a primeira do seu género na Europa.  A Constituição revolucionária reformulou a antiga Comunidade Polaco-Lituana como um estado federal polaco-lituano com uma monarquia hereditária e aboliu muitas das características deletérias do antigo sistema.
A nova constituição:
- aboliu o veto liberum e baniu as confederações da szlachta;
- previu uma separação de poderes entre os poderes legislativo, executivo e judiciário do governo;
- estabeleceu a “ soberania popular ” e alargou os direitos políticos para incluir não só a nobreza mas também a burguesia ;
- aumentou os direitos do campesinato ;
- preservou a tolerância religiosa (mas com uma condenação da apostasia da fé católica).

Estas reformas chegaram tarde demais, no entanto, uma vez que a Commonwealth foi imediatamente invadida por todos os lados pelos seus vizinhos, que se contentaram em deixar a Commonwealth sozinha como um estado-tampão fraco, mas reagiram fortemente às tentativas do rei Stanisław August Poniatowski e outros reformadores de fortalecer o país. A Rússia temia as implicações revolucionárias das reformas políticas da Constituição de 3 de Maio e a perspectiva de a Commonwealth recuperar a sua posição como potência europeia. Catarina, a Grande, considerou a constituição de Maio fatal para a sua influência e declarou a constituição polaca jacobina. Grigori Aleksandrovich Potemkin redigiu a lei para a Confederação Targowica, referindo-se à constituição como o "contágio de ideias democráticas". Entretanto, a Prússia e a Áustria usaram-no como pretexto para uma maior expansão territorial. O ministro prussiano Ewald Friedrich von Hertzberg chamou a constituição de "um golpe para a monarquia prussiana", temendo que uma Polónia fortalecida dominasse mais uma vez a Prússia. No final, a Constituição de 3 de Maio nunca foi totalmente implementada e a Commonwealth deixou totalmente de existir apenas quatro anos após a sua adopção.

## Economia
A economia da Commonwealth baseava-se predominantemente na produção agrícola e no comércio, embora houvesse uma abundância de oficinas e manufaturas artesanais - notadamente fábricas de papel, curtumes de couro, siderurgias, vidrarias e olarias. Algumas grandes cidades abrigavam artesãos, joalheiros e relojoeiros. A maioria das indústrias e comércios concentravam-se no Reino da Polónia; o Grão-Ducado da Lituânia era mais rural e a sua economia era impulsionada pela agricultura e pela produção de tecidos. A mineração desenvolveu-se na região sudoeste da Polônia, rica em recursos naturais como chumbo, carvão, cobre e sal. A moeda usada na Polônia-Lituânia era o złoty (que significa "o dourado") e sua subunidade, o grosz. Moedas estrangeiras na forma de ducados, táleres e xelins eram amplamente aceitas e trocadas. A cidade de Gdańsk teve o privilégio de cunhar a sua própria moeda. Em 1794, Tadeusz Kościuszko começou a emitir as primeiras notas polacas.

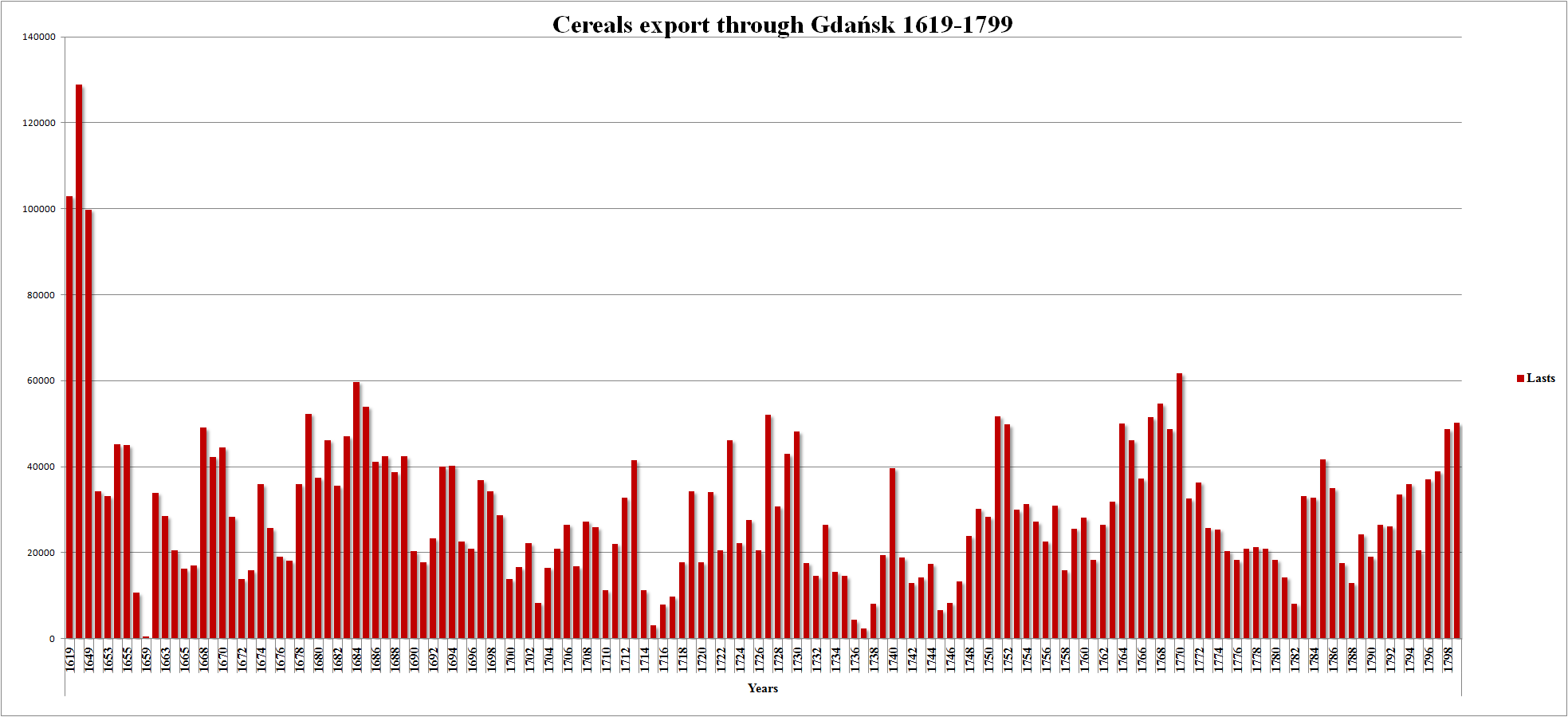
Exportações de cereais nos anos 1619-1799. A agricultura, antes extremamente lucrativa para a nobreza, tornou-se muito menos lucrativa depois de meados do século XVII

O país desempenhou um papel significativo no abastecimento da Europa Ocidental pela exportação de grãos (centeio), gado (bois), peles, madeira, linho, cannabis, cinza, alcatrão, ácido carmínico e âmbar.  Cereais, gado e peles representaram quase 90% das exportações do país para os mercados europeus através do comércio terrestre e marítimo no século XVI. De Gdańsk, os navios transportavam cargas para os principais portos dos Países Baixos, como Antuérpia e Amsterdã. As rotas terrestres, principalmente para as províncias alemãs do Sacro Império Romano, como as cidades de Leipzig e Nuremberg, eram utilizadas para a exportação de gado vivo (rebanhos de cerca de 50.000 cabeças), couros, sal, tabaco, cânhamo e algodão da Região da Grande Polônia. Por sua vez, a Comunidade importou vinho, cerveja, fruta, especiarias exóticas, bens de luxo, mobiliário, tecidos, bem como produtos industriais como aço e ferramentas.
O setor agrícola era dominado pelo feudalismo baseado no sistema de plantação (servos). A escravidão foi proibida na Polônia no século 15 e formalmente abolida na Lituânia em 1588,  substituída pela segunda servidão. Normalmente, a propriedade de terra de um nobre compreendia um folwark, uma grande fazenda trabalhada por servos para produzir excedentes para o comércio interno e externo. Este arranjo económico funcionou bem para as classes dominantes e nobres nos primeiros anos da Comunidade, que foi uma das eras mais prósperas do comércio de cereais. A força econômica do comércio de grãos da Comunidade diminuiu a partir do final do século XVII. As relações comerciais foram perturbadas pelas guerras e a Comunidade revelou-se incapaz de melhorar a sua infraestrutura de transportes ou as suas práticas agrícolas. Os servos da região sentiam-se cada vez mais tentados a fugir. As principais tentativas da Comunidade para combater este problema e melhorar a produtividade consistiram em aumentar a carga de trabalho dos servos e restringir ainda mais as suas liberdades num processo conhecido como servidão liderada pela exportação.
O proprietário de um folwark normalmente assinava um contrato com os comerciantes de Gdańsk, que controlavam 80% deste comércio interior, para enviar os grãos para o norte, para aquele porto marítimo no Mar Báltico. Inúmeros rios e hidrovias da Comunidade foram usados para fins de navegação, incluindo o Vístula, Pilica, Bug, San, Nida, Wieprz e Neman. Os rios tinham infraestruturas relativamente desenvolvidas, com portos fluviais e espigueiros. A maior parte do transporte fluvial movia-se para o norte, sendo o transporte para o sul menos lucrativo, e barcaças e jangadas eram frequentemente vendidas em Gdańsk em troca de madeira. Grodno tornou-se um local importante após a formação de um posto alfandegário em Augustów em 1569, que se tornou um posto de controle para os comerciantes que viajavam do Grão-Ducado para as terras da Coroa.
A população urbana da Comunidade era baixa em comparação com a Europa Ocidental. Os números exatos dependem dos métodos de cálculo. De acordo com uma fonte, a população urbana da Comunidade representava cerca de 20% do total no século XVII, em comparação com aproximadamente 50% na Holanda e na Itália. Outra fonte sugere números muito mais baixos: 4–8% de população urbana na Polônia, 34–39% nos Países Baixos e 22–23% em Itália. A preocupação da Comunidade com a agricultura, aliada à posição privilegiada dos nobres em comparação com a burguesia, resultou num processo bastante lento de urbanização e, portanto, num desenvolvimento bastante lento das indústrias. A nobreza também poderia regular o preço dos grãos em seu benefício, adquirindo assim muita riqueza. Algumas das maiores feiras comerciais da Comunidade foram realizadas em Lublin.
Várias rotas comerciais antigas, como a Estrada do Âmbar estendiam-se pela Polônia-Lituânia, que estava situada no coração da Europa e atraía comerciantes ou colonos estrangeiros. Inúmeros bens e artefactos culturais continuaram a passar de uma região para outra através da Comunidade, especialmente porque o país era uma ligação entre o Médio Oriente, o Império Otomano e a Europa Ocidental. Por exemplo, os tapetes de Isfahan importados da Pérsia para a Comunidade eram incorretamente conhecidos como "tapetes poloneses" (em francês:  Polonaise) na Europa Ocidental.

## Militares

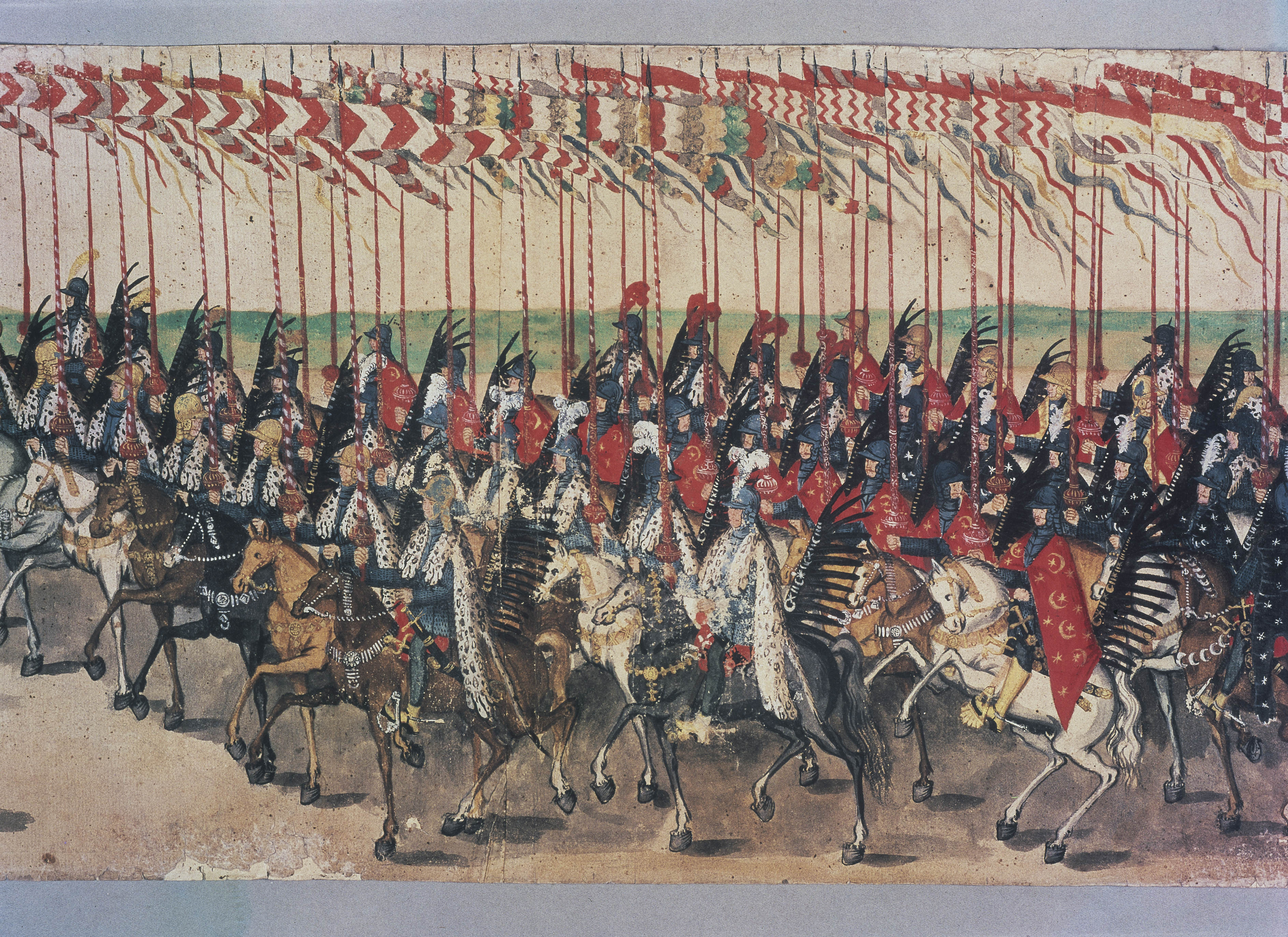
Os Hussardos Alados foram uma formação de cavalaria pesada que serviu à Coroa do Reino da Polônia ao longo dos séculos XVI e XVII

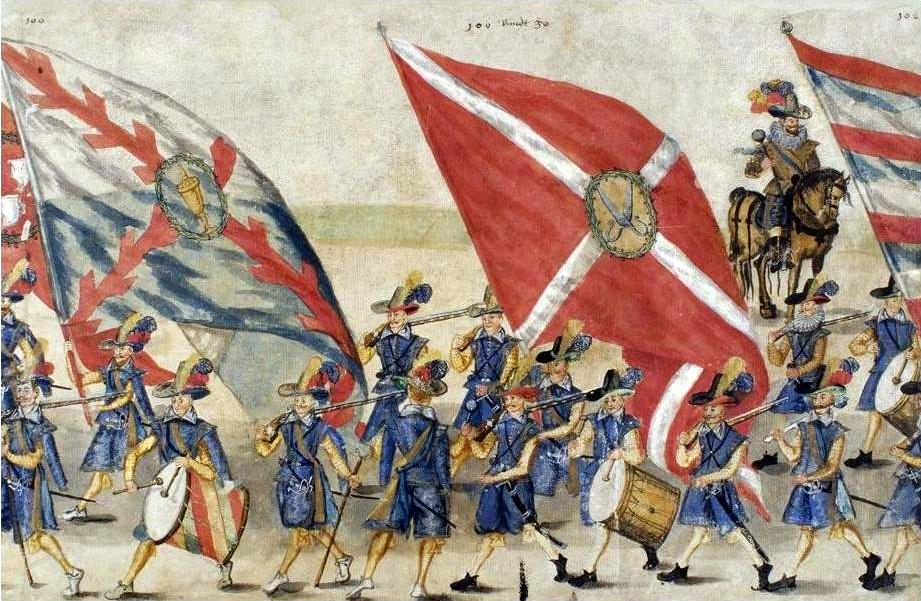
Milícia de Cracóvia, uma formação de guarda local na Comunidade Polaco-Lituana durante os séculos XVI e XVII

Os militares na Comunidade Polaco-Lituana evoluíram a partir da fusão dos exércitos do Reino Polaco e do Grão-Ducado da Lituânia, embora cada estado mantivesse a sua própria divisão. As forças armadas unidas compreendiam o Exército da Coroa (armia koronna), recrutado na Polônia, e o Exército Lituano (armia litewska) no Grão-Ducado. Os militares eram chefiados pelo Hetman, posto equivalente ao de general ou comandante supremo em outros países. Os monarcas não podiam declarar guerra ou convocar um exército sem o consentimento do parlamento do Sejm ou do Senado. A Marinha da Comunidade Polaco-Lituana nunca desempenhou um papel importante na estrutura militar a partir de meados do século XVII.
A formação de maior prestígio dos dois respectivos braços foi a cavalaria pesada dos séculos XVI e XVII na forma de Hussardos Alados (husaria), enquanto a Guarda Real Polonesa e a Guardas Reais Lituana eram a elite da infantaria; os regimentos eram supervisionados pelo rei e sua família. Em 1788, o Grande Sejm aprovou reformas esmagadoras e definiu futuras estruturas militares; o Exército da Coroa seria dividido em quatro divisões, com dezessete regimentos de infantaria de campanha e oito brigadas de cavalaria, excluindo unidades especiais; o exército lituano seria subdividido em duas divisões, oito regimentos de campo e duas brigadas de cavalaria, excluindo unidades especiais. Se implementada, a reforma previa um exército de quase 100 mil homens.
Os exércitos desses estados diferiam da organização comum em outras partes da Europa; segundo Bardach, as formações mercenárias (wojsko najemne), comuns na Europa Ocidental, nunca ganharam grande popularidade na Polônia. Brzezinski, no entanto, observa que os mercenários estrangeiros formaram uma parcela significativa das unidades de infantaria de elite, pelo menos até o início do século XVII. Na Polônia do século XVI, várias outras formações formaram o núcleo das forças armadas. Havia um pequeno exército permanente, obrona potoczna ("defesa contínua"), com cerca de 1.500 a 3.000 homens, pago pelo rei e estacionado principalmente nas conturbadas fronteiras sul e leste. Foi complementado por duas formações mobilizadas em caso de guerra – a pospolite ruszenie (polonês para levée en masse – arrecadação feudal de cavaleiros e proprietários de terras, em sua maioria nobres), e o wojsko zaciężne, recrutado pelos comandantes poloneses para o conflito. Diferia de outras formações mercenárias europeias porque era comandado por oficiais polacos e dissolvido após o fim do conflito.
Vários anos antes da União de Lublin, a obrona potoczna polaca foi reformada, pois o Sejm (parlamento nacional da Polõnia) legislou em 1562–1563 a criação do wojsko kwarciane, nomeado após o imposto kwarta cobrado sobre as terras reais com o propósito de manter este formação. Esta formação também foi paga pelo rei e, em tempos de paz, contava com cerca de 3.500–4.000 homens, de acordo com Bardach; Brzezinski fornece o intervalo de 3.000–5.000. Era composta principalmente por unidades de cavalaria ligeira tripuladas pela nobreza (szlachta) e comandadas por hetmans. Muitas vezes, em tempos de guerra, o Sejm legislava um aumento temporário no tamanho do wojsko kwarciane.
Após o fim da Comunidade, a tradição militar polaco-lituana seria continuada pelas Legiões Polacas Napoleônicas e pelo Exército do Ducado de Varsóvia.

## Cultura

### Ciência e literatura

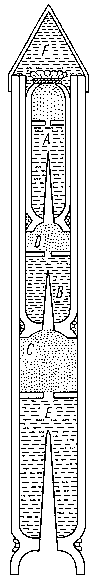
Foguete de vários estágios de Artis Magnæ Artilleriæ pars prima de Kazimierz Siemienowicz

A Comunidade foi um importante centro europeu para o desenvolvimento de ideias sociais e políticas modernas. Era famosa por seu raro sistema político quase democrático, elogiado por filósofos, e durante a Contrarreforma era conhecida pela tolerância religiosa quase sem paralelo, com coexistência pacífica de comunidades católicas romanas, judaicas, cristãs ortodoxas, protestantes e muçulmanas (sufi). No século XVIII, o católico francês Rulhière escreveu sobre a Polônia do século XVI: “Este país, que nos nossos dias vimos dividido sob o pretexto da religião, é o primeiro estado da Europa que exemplificou a tolerância. igrejas e sinagogas." A Comunidade deu origem à famosa seita cristã dos Irmãos Poloneses, antecedentes do unitarismo britânico e americano.
Com o seu sistema político, a Comunidade deu origem a filósofos políticos como Andrzej Frycz Modrzewski (1503–1572), Wawrzyniec Grzymała Goślicki (1530–1607) e Piotr Skarga (1536–1612). Mais tarde, obras de Stanisław Staszic (1755–1826) e Hugo Kołłątaj (1750–1812) ajudaram a pavimentar o caminho para a Constituição de 3 de maio de 1791, que Norman Davies chama de a primeira do gênero na Europa.
A Universidade Jaguelônica de Cracóvia é uma das universidades mais antigas do mundo (fundada em 1364), juntamente com a Academia Jesuíta de Wilno (fundada em 1579), eram os principais centros acadêmicos e científicos da Comunidade. O Komisja Edukacji Narodowej, polonês para Comissão para a Educação Nacional, formado em 1773, foi o primeiro Ministério da Educação nacional do mundo. Os cientistas da Commonwealth incluíram: Martin Kromer (1512–1589), historiador e cartógrafo; Michael Sendivogius (1566–1636), alquimista e químico; Jan Brożek (Ioannes Broscius em latim) (1585–1652), polímata: um matemático, médico e astrônomo; Krzysztof Arciszewski (Crestofle d'Artischau Arciszewski em português) (1592–1656), engenheiro, etnógrafo, general e almirante do exército da Companhia Holandesa das Índias Ocidentais na guerra com o Império Espanhol pelo controle do Brasil; Kazimierz Siemienowicz (1600–1651), engenheiro militar, especialista em artilharia e fundador da construção de foguetes; Johannes Hevelius (1611–1687), astrônomo, fundador da topografia lunar; Michał Boym (1612–1659), orientalista, cartógrafo, naturalista e diplomata a serviço da Dinastia Ming; Adam Adamandy Kochański (1631–1700), matemático e engenheiro; Baal Shem Tov (הבעל שם טוב em hebraico) (1698–1760), considerado o fundador do judaísmo hassídico; Marcin Odlanicki Poczobutt (1728–1810), astrônomo e matemático; Jan Krzysztof Kluk (1739–1796), naturalista, agrônomo e entomologista, John Jonston (1603–1675) estudioso e médico, descendente da nobreza escocesa. Em 1628, o professor, cientista, educador e escritor checo John Amos Comenius refugiou-se na Comunidade, quando os protestantes foram perseguidos pela Contrarreforma.
As obras de muitos autores da Comunidade são consideradas clássicas, incluindo as de Jan Kochanowski, Wacław Potocki, Ignacy Krasicki e Julian Ursyn Niemcewicz. Muitos membros da szlachta escreveram memórias e diários. Talvez as mais famosas sejam as Memórias da História Polonesa de Albrycht Stanisław Radziwiłł (1595–1656) e as Memórias de Jan Chryzostom Pasek (ca. 1636– ca. 1701). Jakub Sobieski (1590–1646) (pai de João III Sobieski) escreveu diários notáveis. Durante a expedição Khotyn em 1621 ele escreveu um diário chamado Commentariorum chotinensis belli libri tres (Diário da Guerra Chocim), que foi publicado em 1646 em Gdańsk. Foi usado por Wacław Potocki como base para seu poema épico, Transakcja wojny chocimskiej (O Progresso da Guerra de Chocim). Ele também foi o autor de instruções para a viagem de seus filhos a Cracóvia (1640) e à França (1645), um bom exemplo da educação liberal da época.

### Arte e música
A arte e a música da Comunidade foram em grande parte moldadas pelas tendências europeias predominantes, embora as minorias do país, os estrangeiros e as culturas folclóricas nativas também tenham contribuído para a sua natureza versátil. Uma forma de arte comum do período sármata eram os retratos de caixão (portrety trumienne) usados em funerais e outras cerimônias importantes. Via de regra, esses retratos eram pregados em chapas de metal, de seis ou oito lados, fixadas na frente de um caixão colocado em um catafalco alto e ornamentado.  Estas eram uma característica única e distinguível da alta cultura da Commonwealth, não encontrada em nenhum outro lugar da Europa. Uma tradição semelhante só foi praticada no Egito romano. Os monarcas e nobres polacos frequentemente convidavam e patrocinavam pintores e artesãos estrangeiros, nomeadamente dos Países Baixos (Países Baixos, Flandres e Bélgica), Alemanha ou Itália. Os interiores das residências, palácios e solares da classe alta eram adornados por tapeçarias murais (arrasy ou tapiseria) importadas da Europa Ocidental; a coleção mais famosa são as tapeçarias Jaguelônicas expostas no Castelo Real de Wawel, em Cracóvia.
Os laços económicos, culturais e políticos entre a França e a Comunidade Polaco-Lituana deram origem ao termo à la polonaise, em francês para "estilo polaco". Com o casamento de Marie Leszczyńska com Luís XV de França em 1725, a cultura polaca começou a florescer no Palácio de Versalhes. As camas polacas (lit à la polonaise) cobertas com baldaquins tornaram-se uma peça central do mobiliário Luís XV nos castelos franceses. Os motivos florais folclóricos, bem como a moda polonesa, foram popularizados na forma de um vestido polonaise drapeado nas costas (robe à la polonaise) usado pelos aristocratas em Versalhes.
As culturas religiosas da Polônia-Lituânia coexistiram e penetraram umas nas outras durante toda a história da Comunidade - os judeus adotaram elementos da vestimenta nacional, empréstimos e calques tornaram-se comuns e as igrejas católicas romanas em regiões com populações protestantes significativas eram muito mais simples na decoração do que em outras partes da Polônia-Lituânia. A influência mútua refletiu-se ainda na grande popularidade dos ícones bizantinos e dos ícones que lembram efígies de Maria nos territórios predominantemente latinos da atual Polônia ( Nossa Senhora de Częstochowa) e Lituânia (Nossa Senhora da Porta do Amanhecer). Por outro lado, a infiltração latina na arte ortodoxa e protestante rutena também foi convencional.
A música era uma característica comum em eventos religiosos e seculares. Para esse fim, muitos nobres fundaram coros de igrejas e escolas e empregaram seus próprios conjuntos de músicos. Alguns, como Stanisław Lubomirski construíram suas próprias casas de ópera (em Nowy Wiśnicz). Outros, como Janusz Skumin Tyszkiewicz e Krzysztof Radziwiłł, eram conhecidos pelo patrocínio às artes, que se manifestava nas suas orquestras mantidas permanentemente, nas suas cortes em Wilno (Vilnius). A vida musical floresceu ainda mais sob a Casa de Vasa. Tanto compositores estrangeiros quanto nacionais atuavam na Commonwealth. Sigismundo III trouxe compositores e maestros italianos, como Luca Marenzio, Annibale Stabile, Asprilio Pacelli, Marco Scacchi e Diomedes Cato para a orquestra real. Músicos locais notáveis, que também compuseram e tocaram para a corte do rei, incluíram Bartłomiej Pękiel, Jacek Różycki, Adam Jarzębski, Marcin Mielczewski, Stanisław Sylwester Szarzyński, Damian Stachowicz, Mikołaj Zieleński e Grzegorz Gorczycki.

### Arquitetura

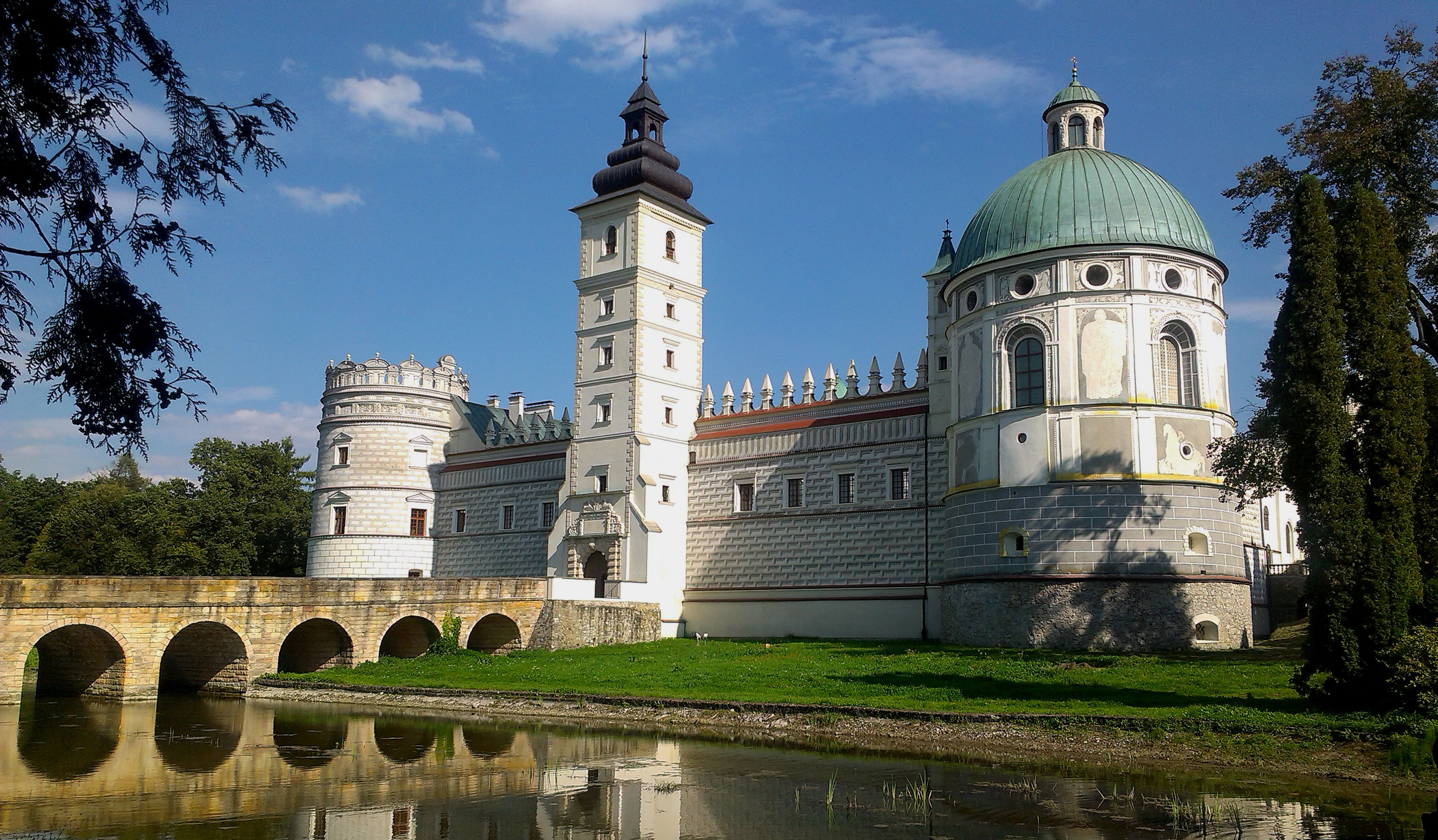
O Castelo de Krasiczyn foi construído entre 1580 e 1631 em estilo maneirista.

A arquitetura das cidades da Comunidade Polaco-Lituana refletia uma combinação de tendências polonesas, alemãs e italianas. O Maneirismo Italiano ou o Renascimento Tardio tiveram um impacto profundo na arquitetura tradicional burguesa que pode ser observada até hoje - castelos e cortiços foram equipados com pátios centrais italianizados compostos por galerias em arco, colunatas, janelas salientes, varandas, portais e balaustradas ornamentais. Afrescos de teto, esgrafitos, plafonds e caixotões (tetos estampados; polonês kaseton; do italiano cassettone) eram difundidos. Os telhados eram geralmente cobertos com telhas de terracota. A característica mais marcante do maneirismo polonês são os "sótãos" decorativos acima da cornija da fachada. As cidades do norte da Polônia-Lituânia e da Livónia adoptaram o estilo hanseático (ou "holandês") como forma primária de expressão arquitetônica, comparável ao dos Países Baixos, Bélgica, norte da Alemanha e Escandinávia.

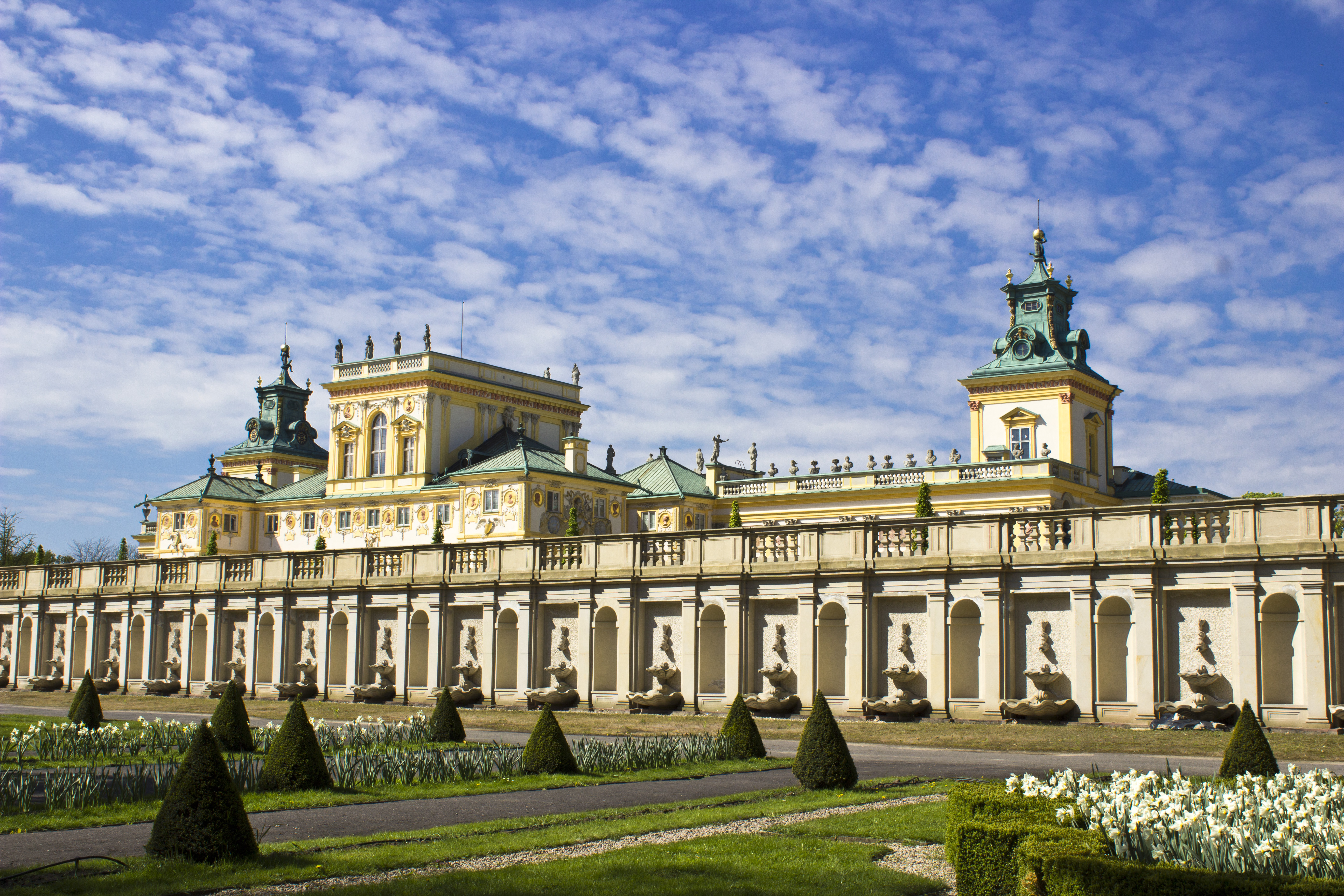
Palácio Wilanów, concluído em 1696, exemplifica a opulência das residências reais e nobres na Comunidade.

A introdução da arquitetura barroca foi marcada pela construção de várias igrejas jesuítas e católicas romanas em toda a Polônia e Lituânia, nomeadamente a Igreja de Pedro e Paulo em Cracóvia, a Igreja de Corpus Christi em Nesvizh, a Catedral de Lublin e o santuário listado pela UNESCO em Kalwaria Zebrzydowska. Belos exemplos de decoração barroca e rococó incluem a Igreja de Santa Ana em Cracóvia e a Igreja Fara em Poznań. Outra característica é o uso comum do mármore preto. Altares, fontes, portais, balaustradas, colunas, monumentos, lápides, lápides e salas inteiras (por exemplo, Sala de Mármore no Castelo Real de Varsóvia, Capela de São Casimiro da Catedral de Vilnius e Capela Vasa na Catedral de Wawel) foram amplamente decoradas com mármore preto., que se tornou popular após meados do século XVII.
Os magnatas frequentemente empreendiam projetos de construção como monumentos para si próprios: igrejas, catedrais, mosteiros e palácios como o atual Palácio Presidencial em Varsóvia e o Castelo Pidhirtsi construído pelo Grande Hetman Stanisław Koniecpolski. Os maiores projetos envolviam cidades inteiras, embora com o tempo muitos deles caíssem na obscuridade ou fossem abandonados. Essas cidades geralmente recebiam o nome do magnata patrocinador. Entre as mais destacadas está Zamość, fundada por Jan Zamoyski e projetada pelo arquiteto italiano Bernardo Morando como uma cidade ideal. Os magnatas de toda a Polónia competiram com os reis. O monumental castelo Krzyżtopór, construído no estilo palazzo in fortezza entre 1627 e 1644, possuía vários pátios cercados por fortificações. Complexos fortificados semelhantes incluem castelos em Łańcut e Krasiczyn.

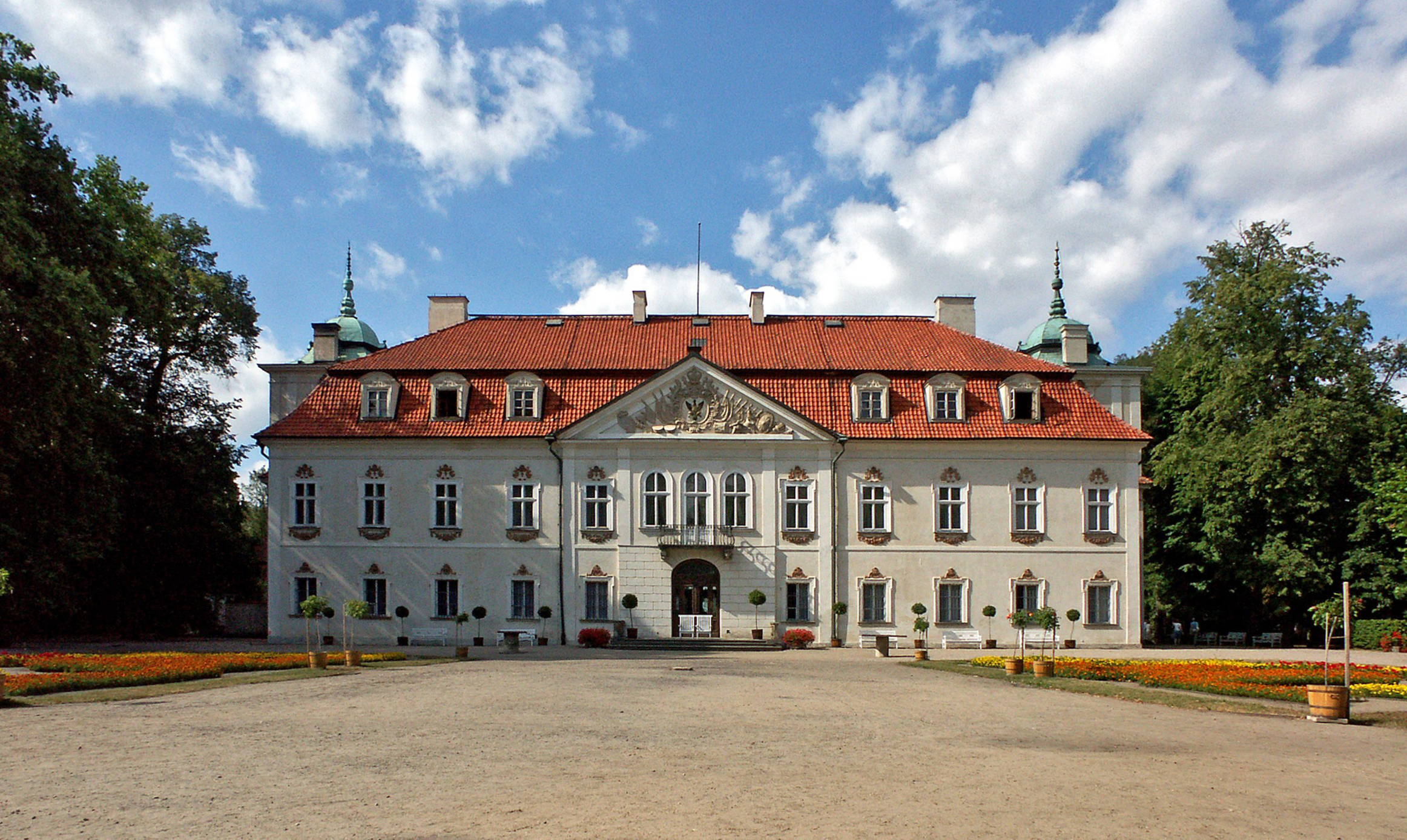
Palácio Nieborów projetado pelo arquiteto holandês Tylman van Gameren e construído em 1697

O fascínio pela cultura e arte do Oriente no final do período barroco é refletido no Palácio Chinês da Rainha Maria em Zolochiv (Złoczów). Os palácios magnatas do século XVIII representam o tipo característico de residência suburbana barroca construída entre cour et jardin (entre o pátio de entrada e o jardim). A sua arquitectura – uma fusão da arte europeia com as antigas tradições de construção da Commonwealth são visíveis no Palácio Wilanów em Varsóvia, no Palácio Branicki em Białystok, no Palácio Potocki em Radzyń Podlaski, no Palácio Raczyński em Rogalin, no Palácio Nieborów e no Palácio Kozłówka perto de Lubartów. A pequena nobreza residia em mansões rurais conhecidas como dworek. O neoclassicismo substituiu o barroco na segunda metade do século XVIII - o último governante da Polónia-Lituânia, Stanisław August Poniatowski, admirava muito a arquitectura clássica da Roma Antiga e promoveu-a como um símbolo do Iluminismo polaco. O Palácio da Ilha e o exterior da Igreja de Santa Ana em Varsóvia fazem parte do legado neoclássico da antiga Comunidade.

### Szlachtae Sarmatismo

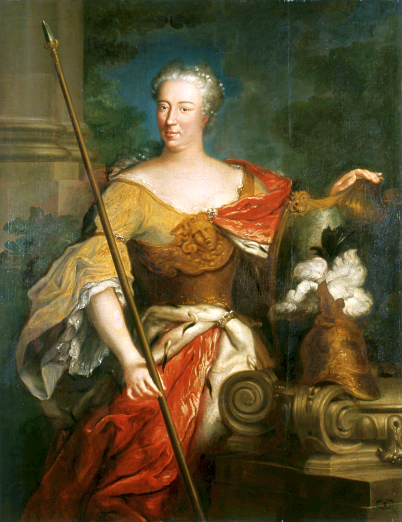
A Primeira Dama da República - Elżbieta Sieniawska retratada em pose Sármata e com um casaco masculino chamado delia

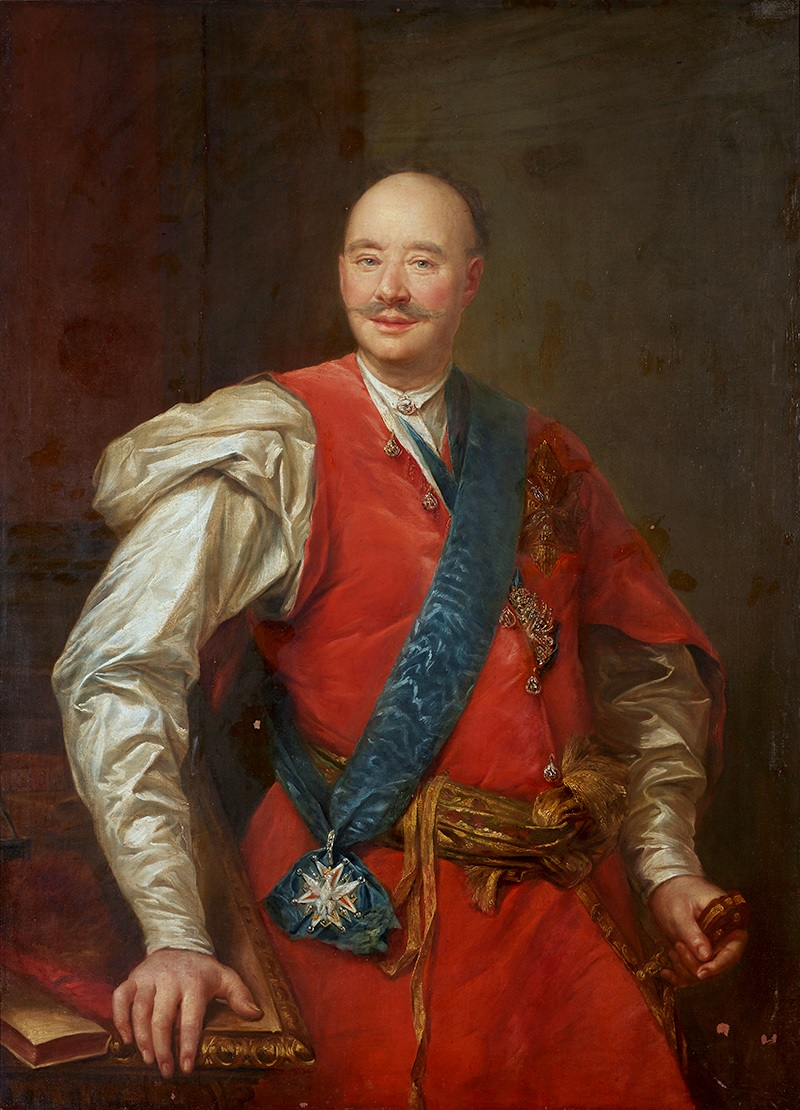
Estilo sármata para homens; bigode, casaco kontusz vermelho, pas de seda dourada com faixa azul da Ordem da Águia Branca

A ideologia predominante da szlachta tornou-se o "sarmatismo", em homenagem aos sármatas, supostos ancestrais dos poloneses. Este sistema de crenças foi uma parte importante da cultura szlachta, penetrando todos os aspectos da sua vida. O sarmatismo consagrou a igualdade entre szlachta, passeios a cavalo, tradição, vida provinciana pitoresca em casas senhoriais, paz e pacifismo; defendeu lembranças ou trajes de inspiração oriental para homens (żupan, kontusz, sukmana, pas kontuszowy, delia, szabla); favoreceu a arquitetura barroca europeia; endossou o latim como língua de pensamento ou expressão; e serviu para integrar a nobreza multiétnica criando um sentimento quase nacionalista de unidade e de orgulho na Liberdade Dourada.
Na sua forma inicial e idealista, o Sarmatismo representou um movimento cultural positivo: apoiava a crença religiosa, a honestidade, o orgulho nacional, a coragem, a igualdade e a liberdade. Com o tempo, porém, tornou-se distorcido. O sarmatismo extremo tardio transformou a crença em intolerância, a honestidade em ingenuidade política, o orgulho em arrogância, a coragem em teimosia e a liberdade em anarquia. As falhas do Sarmatismo foram responsabilizadas pelo desaparecimento do país a partir do final do século XVIII. A crítica, muitas vezes unilateral e exagerada, foi utilizada pelos reformistas polacos para pressionar por mudanças radicais. Esta autodepreciação foi acompanhada por trabalhos de historiadores alemães, russos e austríacos, que tentaram provar que a própria Polónia era a culpada pela sua queda.

### Demografia

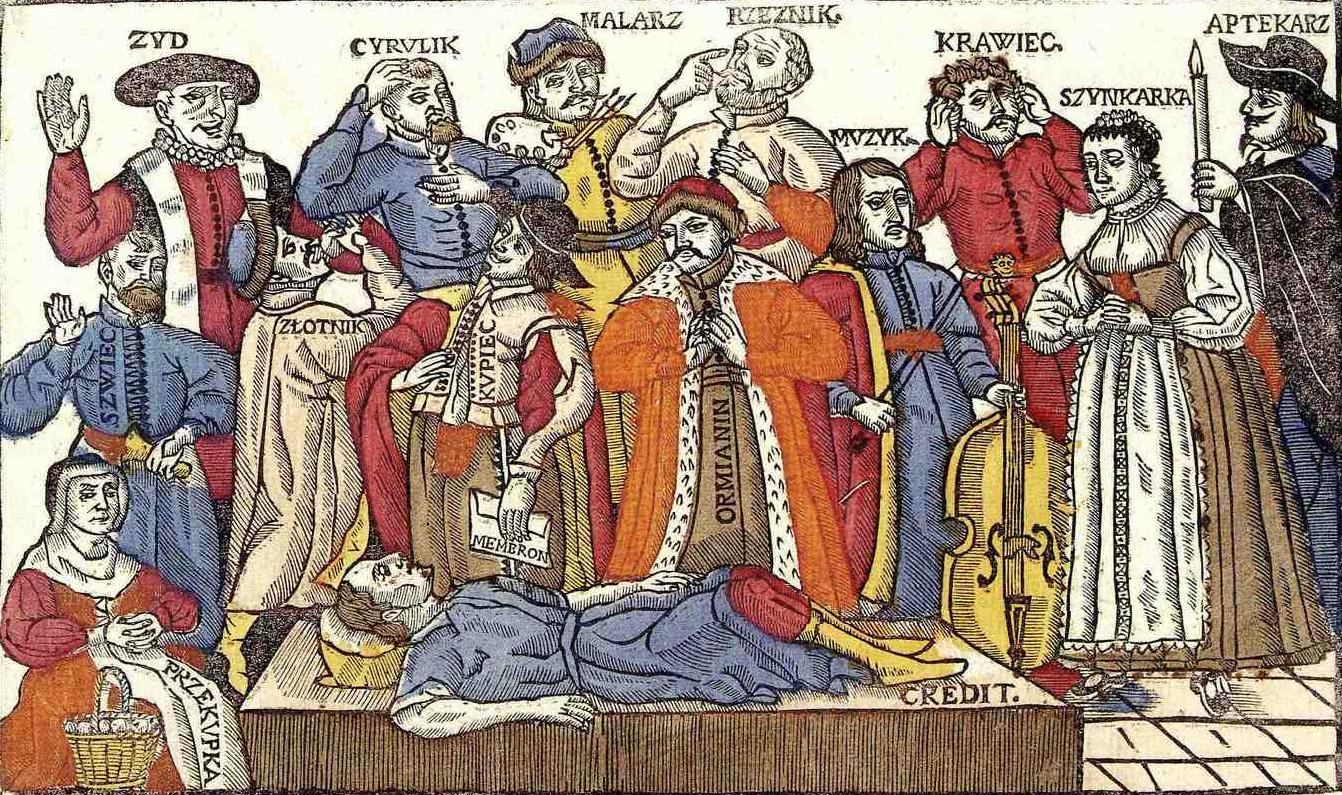
Estratos sociais na sociedade da Commonwealth em 1655. A partir da esquerda: judeu, barbeiro cirurgião, pintor, açougueiro, músico, alfaiate, garçonete, farmacêutico, sapateiro, ourives, comerciante e armênio

A Comunidade Polaco-Lituana foi imensamente multicultural ao longo da sua existência – compreendia inúmeras identidades religiosas e minorias étnicas que habitavam o vasto território do país. O número preciso de grupos minoritários e das suas populações só pode ser hipotetizado. Estatisticamente, os grupos mais proeminentes foram os polacos, lituanos, alemães, rutenos e judeus. Havia também um número considerável de tchecos, húngaros, livonianos, ciganos, valáquios, armênios, italianos, escoceses e holandeses (Olędrzy), que foram categorizados como comerciantes, colonos ou refugiados que fugiam da perseguição religiosa.
Antes da união com a Lituânia, o Reino da Polônia era muito mais homogéneo; aproximadamente 70% da população era polonesa e católica romana. Com a criação da Comunidade, o número de polacos em comparação com a população total diminuiu para 50%. Em 1569, a população era de 7 milhões, com cerca de 4,5 milhões de poloneses, 750 mil lituanos, 700 mil judeus e 2 milhões de rutenos. Os historiadores Michał Kopczyński e Wojciech Tygielski sugerem que com a expansão territorial após a Trégua de Deulino em 1618, a população da Comunidade atingiu 12 milhões de pessoas, das quais os polacos constituíam apenas 40%. Naquela época, a nobreza representava 10% de toda a população e os burgueses cerca de 15%. A densidade populacional média por quilómetro quadrado era: 24 na Mazóvia, 23 na Pequena Polônia, 19 na Grande Polônia, 12 no palatinado de Lublin, 10 na área de Lwów, 7 na Podolia e Volhynia, e 3 na voivodia de Kiev. Havia uma tendência de as pessoas dos territórios ocidentais mais densamente habitados migrarem para o leste.

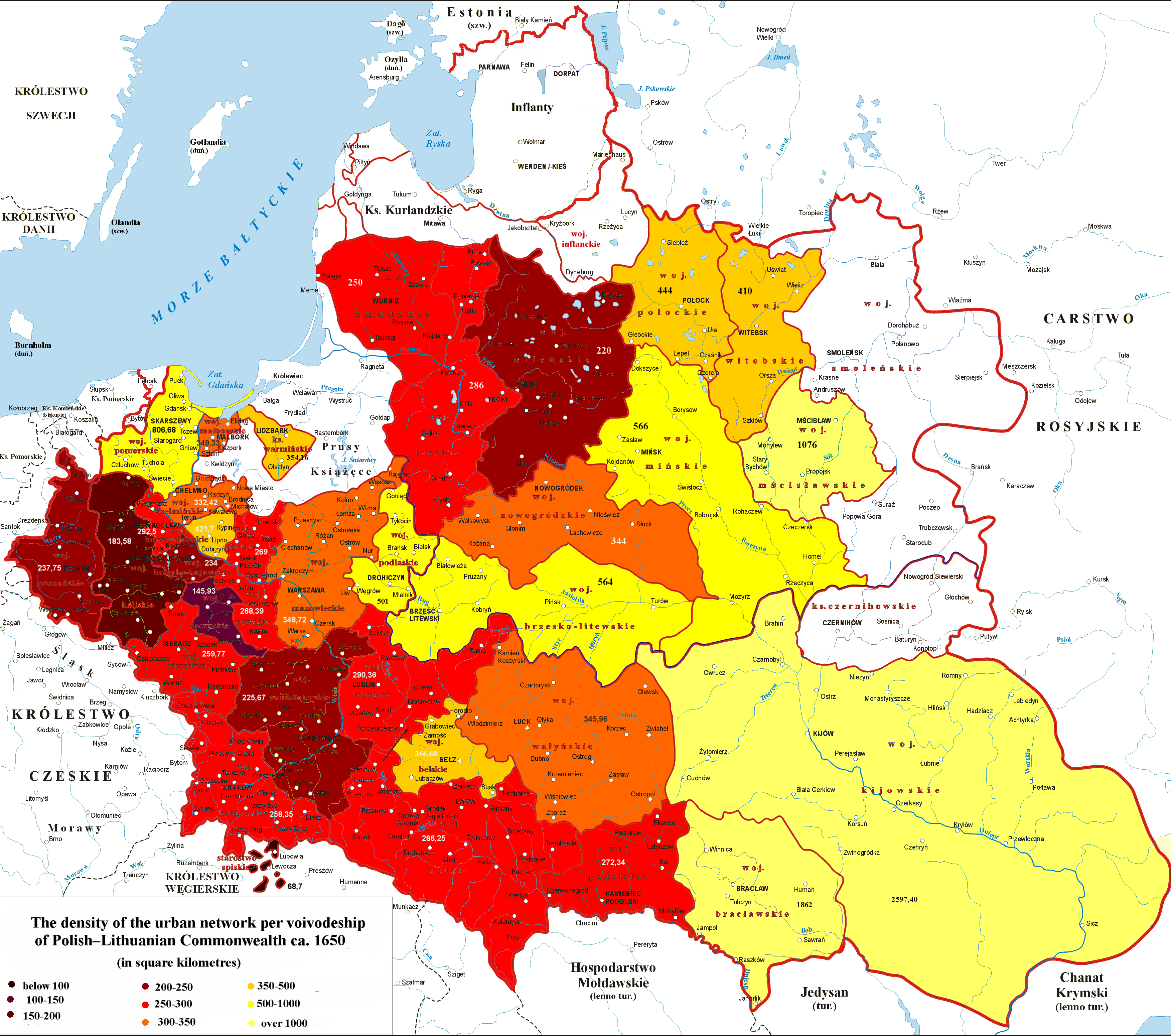
Densidade da rede urbana da Comunidade por cada voivodia em 1650

Uma mudança repentina na demografia do país ocorreu em meados do século XVII. A Segunda Guerra do Norte e o Dilúvio seguido de fome no período de 1648 a 1657 foram responsáveis por pelo menos 4 milhões de mortes. Juntamente com novas perdas territoriais, em 1717 a população caiu para 9 milhões. A população recuperou-se lentamente ao longo do século XVIII; pouco antes da primeira divisão da Polónia em 1772, a população da Commonwealth era de 14 milhões, incluindo cerca de 1 milhão de nobres. Em 1792, a população da Polónia era de cerca de 11 milhões e incluiu 750.000 nobres.
A cidade mais multicultural e robusta do país era Gdańsk, um importante porto marítimo hanseático no Báltico e a região mais rica da Polónia. Na época, Gdańsk era habitada por uma maioria de língua alemã  e hospedava ainda um grande número de comerciantes estrangeiros, especialmente de origem escocesa, holandesa ou escandinava. Historicamente, o Grão-Ducado da Lituânia era mais diversificado do que o Reino da Polônia e era considerado um caldeirão de muitas culturas e religiões. Assim, os habitantes do Grão-Ducado eram conhecidos coletivamente como Litvins independentemente da sua nacionalidade, com exceção dos judeus residentes na Lituânia que eram chamados de Litvaks.
Apesar da tolerância religiosa garantida, a polonização gradual e a Contrarreforma procuraram minimizar a diversidade da Comunidade; o objetivo era erradicar algumas minorias, impondo a língua polonesa, o latim, a cultura polonesa e a religião católica romana sempre que possível. No final do século XVIII, a língua, a cultura e a identidade lituana tornaram-se vulneráveis; o nome do país foi alterado para "Comunidade da Polônia" em 1791.

### Religião

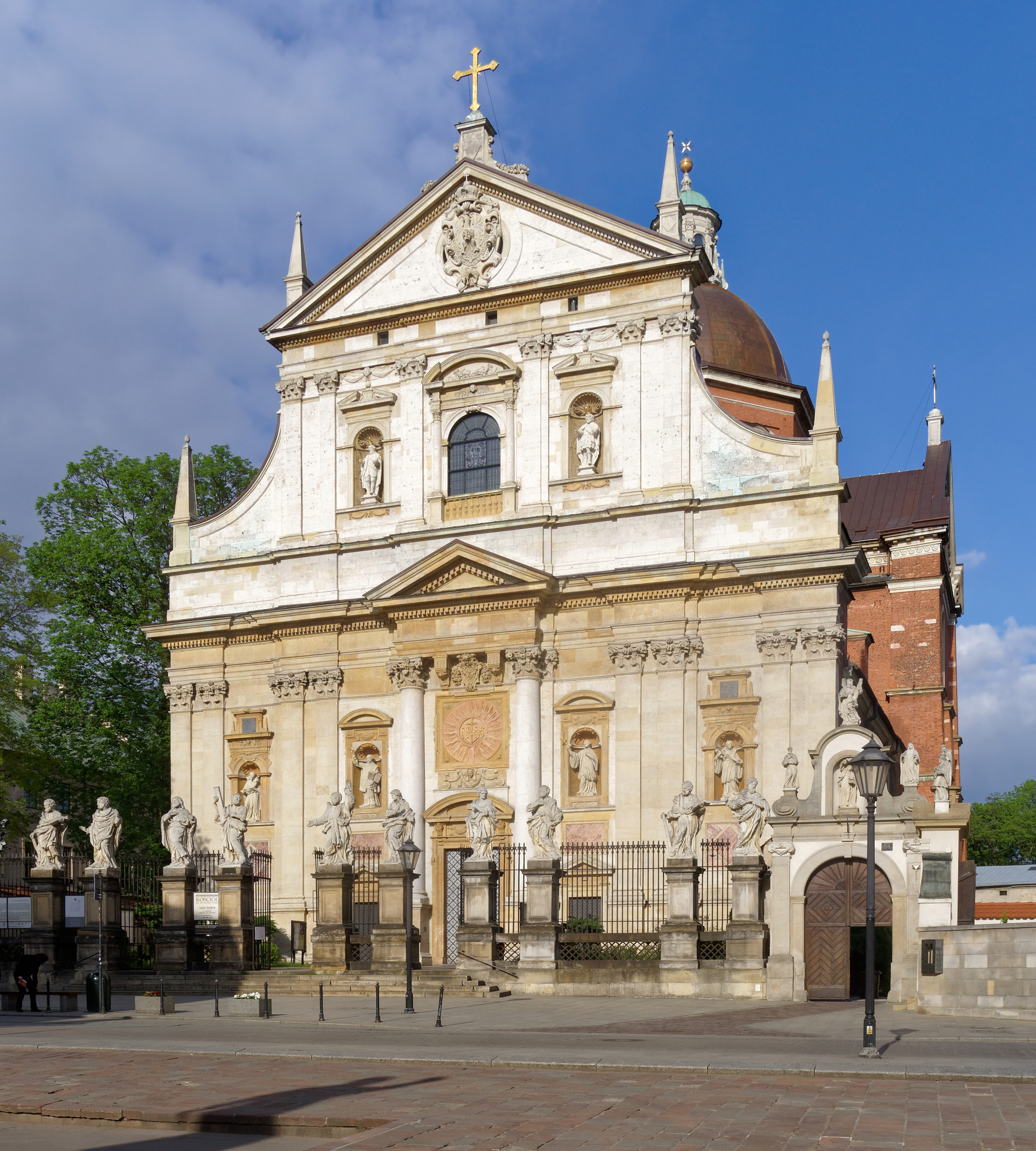
A Igreja dos Santos Pedro e Paulo em Cracóvia foi construída entre 1597 e 1619 pela ordem dos Jesuítas

A Confederação de Varsóvia, assinada em 28 de janeiro de 1573, garantiu os direitos das minorias e das religiões; permitia que todas as pessoas praticassem qualquer fé livremente, embora a tolerância religiosa às vezes variasse. Conforme descrito por Norman Davies, "a redação e a substância da declaração da Confederação de Varsóvia foram extraordinárias no que diz respeito às condições prevalecentes em outras partes da Europa; e governaram os princípios da vida religiosa na República por mais de duzentos anos". Posteriormente, a Igreja Católica iniciou uma contrarreforma na Polônia, apoiando-se fortemente em métodos de persuasão e meios legais. Como resultado, em comparação com muitos outros países europeus, o conflito entre os católicos e os protestantes na Polónia foi relativamente pacífico.

A Polônia manteve as leis de liberdade religiosa durante uma época em que a perseguição religiosa era uma ocorrência diária no resto da Europa. A Comunidade Polaco-Lituana foi um lugar onde as seitas religiosas mais radicais, tentando escapar à perseguição noutros países do mundo cristão, procuraram refúgio. Em 1561, Giovanni Bernardino Bonifacio d'Oria, um exilado religioso que vivia na Polónia, escreveu sobre as virtudes do seu país de adopção a um colega na Itália: "Você poderia viver aqui de acordo com as suas ideias e preferências, em grandes, mesmo as maiores liberdades, incluindo escrita e publicação. Ninguém é censor aqui." Outros, especialmente os líderes da Igreja Católica Romana, os jesuítas e legados papais, estavam menos otimistas sobre a frivolidade religiosa da Polônia.
"Este país se tornou um lugar de abrigo para hereges" – Cardeal Stanisław Hozjusz, legado papal na Polônia. 

Ato original da Confederação de Varsóvia em 1573, o primeiro ato de liberdade religiosa na Europa

Ser polaco, em partes remotas e multiétnicas da Comunidade, era então muito menos um índice de etnicidade do que de religião e posição social; era uma designação amplamente reservada à classe nobre proprietária de terras (szlachta), que incluía poloneses, mas também muitos membros de origem não polonesa que se converteram ao catolicismo em números crescentes a cada geração seguinte. Para os nobres não polacos, tal conversão significou uma etapa final da polonização que se seguiu à adopção da língua e da cultura polacas. A Polônia, como a parte culturalmente mais avançada da Commonwealth, com a corte real, a capital, as maiores cidades, a segunda universidade mais antiga da Europa Central (depois de Praga) e as instituições sociais mais liberais e democráticas, provou ser um íman irresistível. para a nobreza não polonesa na Comunidade. Muitos se autodenominavam "gente Ruthenus, natione Polonus" (ruteno de sangue, polonês de nacionalidade) desde o século XVI em diante.
Como resultado, nos territórios orientais uma aristocracia polaca (ou polonizada) dominou um campesinato cuja grande maioria não era polaca nem católica. Além disso, as décadas de paz trouxeram enormes esforços de colonização para os territórios orientais (hoje em dia aproximadamente a Ucrânia ocidental e central), aumentando as tensões entre nobres, judeus, cossacos (tradicionalmente ortodoxos), camponeses polacos e rutenos. Quando estes últimos, privados de seus protetores nativos entre a nobreza rutena, recorreram à proteção dos cossacos, isso facilitou a violência que no final quebrou a Comunidade. As tensões foram agravadas pelos conflitos entre a Ortodoxia Oriental e a Igreja Greco-Católica após a União de Brest, pela discriminação geral das religiões ortodoxas pelo catolicismo dominante, e por várias revoltas cossacas. No oeste e no norte, muitas cidades tinham minorias alemãs consideráveis, muitas vezes pertencentes a igrejas luteranas ou reformadas . A Commonwealth também teve uma das maiores diásporas judaicas do mundo – em meados do século XVI, 80% dos judeus do mundo viviam na Polônia.
Até a Reforma, os szlachta eram em sua maioria católicos. Contudo, muitas famílias nobres adotaram rapidamente a religião reformada. Após a Contrarreforma, quando a Igreja Católica recuperou o poder na Polônia, a szlachta tornou-se quase exclusivamente católica.
A Coroa tinha cerca do dobro da população da Lituânia e cinco vezes a renda do tesouro desta última. Tal como acontece com outros países, as fronteiras, a área e a população da Commonwealth variaram ao longo do tempo. Após a Paz de Jam Zapolski (1582), a Comunidade tinha uma área de aproximadamente 815.000km2 e uma população de 7,5 milhões. Após a Trégua de Deulino (1618), a Comunidade tinha uma área de cerca de 990.000 km2 e uma população de 11–12 milhões (incluindo cerca de 4 milhões de polacos e perto de um milhão de lituanos).

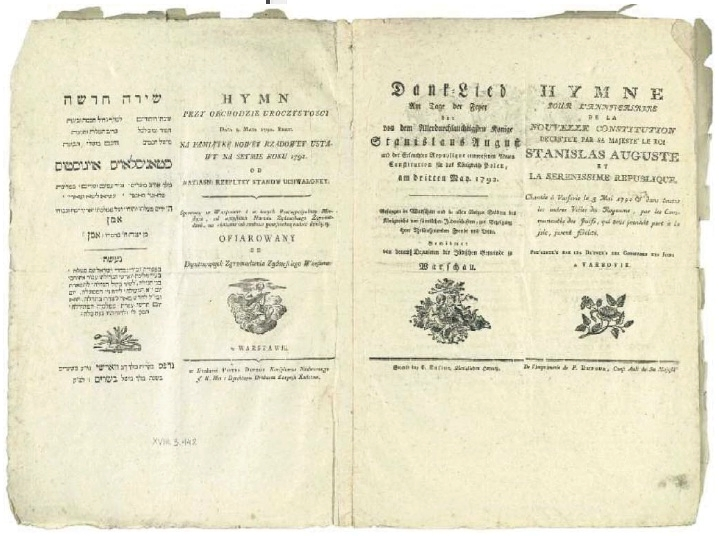
Hino do primeiro aniversário da Constituição de 3 de maio de 1791 (1792) em hebraico, polonês, alemão e francês

### Línguas
- Polonês – reconhecido oficialmente;[242] língua dominante, usada pela maior parte da nobreza da Comunidade[242][243][244][245] e pelo campesinato na província da Coroa;[246] língua oficial na chancelaria da Coroa e desde 1697 na chancelaria do Grão-Ducado.[247] Língua dominante nas cidades.[246]
- Latim – oficialmente reconhecido;[242][248] comumente usado em relações exteriores[247] e popular como segunda língua entre alguns membros da nobreza.[249]
- Francês – não reconhecido oficialmente; substituiu o latim na corte real de Varsóvia no início do século XVIII como língua usada nas relações exteriores e como língua falada genuína.[250][251] Era comumente usado como língua da ciência e da literatura e como segunda língua entre alguns membros da nobreza.[252]
- Ruteno - também conhecido como Chancelaria Eslava;[247] oficialmente reconhecido;[242] língua oficial na chancelaria do Grão-Ducado até 1697 (quando substituída pelo polonês) e nas voivodias de Bratslav, Chernihiv, Kiev e Volhynian até 1673;[253][254] usado em algumas relações exteriores[247][248][255] seus dialetos (bielorrusso e ucraniano modernos) foram amplamente usados no Grão-Ducado e nas partes orientais da Coroa como língua falada.
- Lituano – não reconhecido oficialmente;[242][256] mas usado em alguns documentos oficiais no Grão-Ducado[257][258] e, principalmente, usado como língua falada na parte norte do país (na própria Lituânia) [248] e a parte norte da Prússia Ducal (feudo polaco).
- Alemão – oficialmente reconhecido;[242] usado em algumas relações exteriores,[247] na Prússia Ducal e pelas minorias alemãs, especialmente na Prússia Real e na Grande Polônia.[246][259]
- Hebraico – oficialmente reconhecido;[242] e aramaico usado pelos judeus para assuntos religiosos, acadêmicos e jurídicos.
- Iídiche – não reconhecido oficialmente;[260]  usado pelos judeus em sua vida diária[246]
- Italiano – não reconhecido oficialmente; usado em algumas relações exteriores e pelas minorias italianas nas cidades.[261]
- Armênio – oficialmente reconhecido;[242] usado pela minoria armênia.
- Árabe – não reconhecido oficialmente; usado em algumas relações exteriores e pelos tártaros em seus assuntos religiosos, eles também escreveram ruteno na escrita árabe.[262]

## Legado
O Ducado de Varsóvia, estabelecido em 1807 por Napoleão Bonaparte, teve suas origens na Comunidade. Outros movimentos de renascimento apareceram durante a Revolta de Novembro (1830-31), a Revolta de Janeiro (1863-64) e na década de 1920, com a tentativa fracassada de Józef Piłsudski de criar uma federação Intermarium (Międzymorze) liderada pela Polônia que, em sua maior extensão, abrangeria desde a Finlândia, no norte, até aos Balcãs, no sul. A República da Polônia contemporânea considera-se uma sucessora da Comunidade, enquanto a República da Lituânia, restabelecida no final da Primeira Guerra Mundial, viu a participação do estado lituano na antiga Comunidade Polaco-Lituana principalmente em um luz negativa nas fases iniciais da recuperação da sua independência, embora esta atitude tenha vindo a mudar nos últimos anos.

## Divisões administrativas

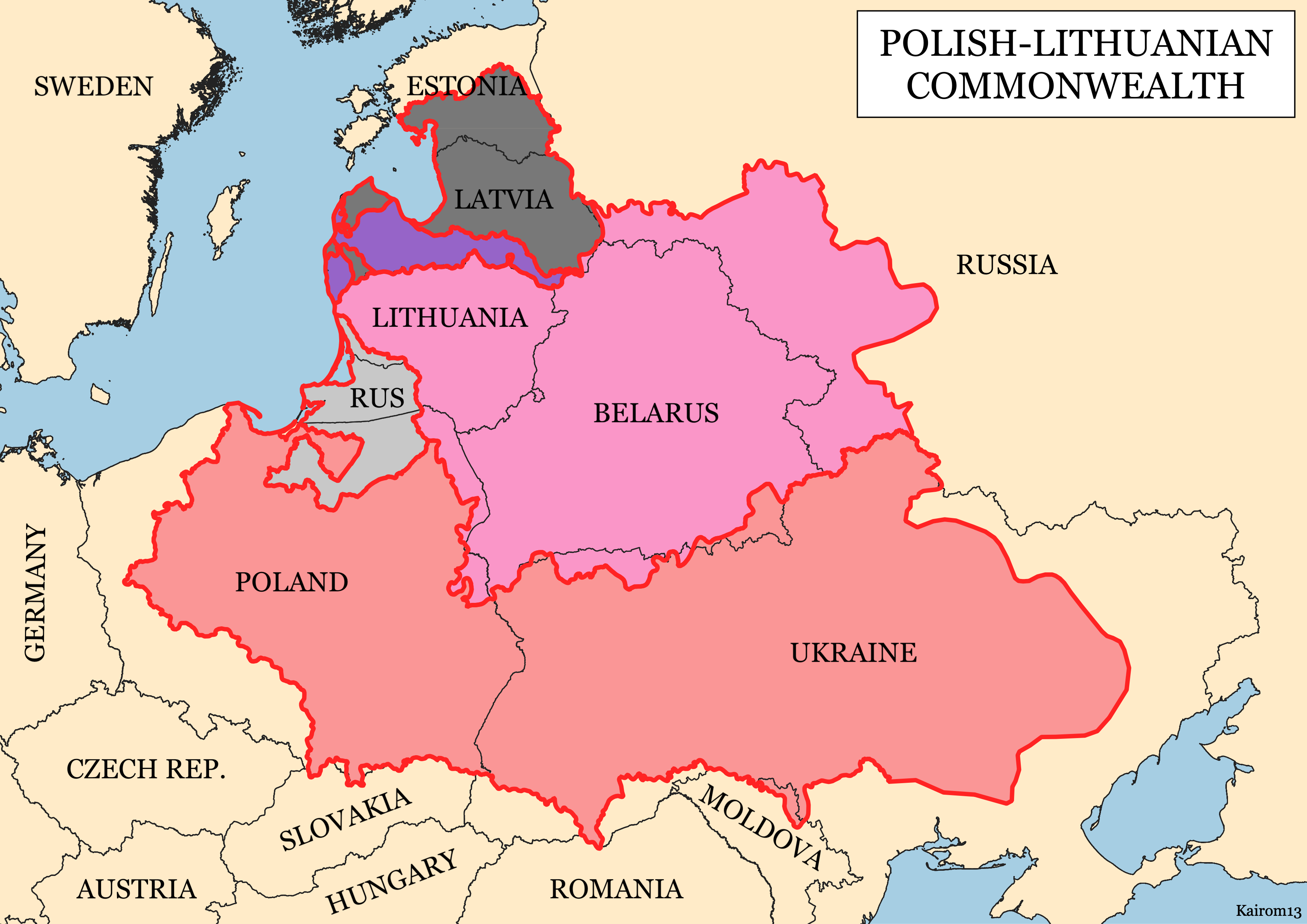
Esboço da Comunidade Polaco-Lituana com suas principais subdivisões após a Trégua de Deulino de 1618, sobreposta às atuais fronteiras nacionais.
Coroa do Reino da Polônia
Grão-Ducado da Lituânia
Ducado da Livônia
Ducado da Prússia (Feudo polonês)
Ducado da Curlândia e Semigália (Feudo da Comunidade)

Embora o termo "Polônia" também fosse comummente utilizado para designar todo este sistema político, a Polônia era, na verdade, apenas parte de um todo maior  – a Comunidade Polaco-Lituana, que compreendia principalmente duas partes:
- a Coroa do Reino Polonês (Polônia propriamente dita), coloquialmente "a Coroa"
- o Grão-Ducado da Lituânia, coloquialmente "Lituânia"

A Comunidade foi ainda dividida em unidades administrativas menores conhecidas como voivodias (województwa). Cada voivodia era governada por um Voivoda (wojewoda, governador). As voivodias foram ainda divididas em starostwa, cada starostwo sendo governada por um starosta. As cidades eram governadas por castelões. Houve exceções frequentes a essas regras, muitas vezes envolvendo a subunidade de administração ziemia.
As terras que outrora pertenceram à Comunidade estão agora amplamente distribuídas entre vários países da Europa Central e Oriental: Polônia, Ucrânia, Moldávia (Transnístria), Bielorrússia, Rússia, Lituânia, Letônia e Estônia. Além disso, algumas pequenas cidades na Alta Hungria (hoje principalmente Eslováquia) tornaram-se parte da Polônia no Tratado de Lubowla (cidades de Spiš).
Outras partes notáveis da Comunidade, independentemente das divisões regionais ou de voivodia, incluem:
- Província da Pequena Polônia (em polonês/polaco:  Małopolska), sul da Polônia, com duas maiores cidades, a sua capital em Cracóvia e Lublin no nordeste;
- Província da Grande Polônia (em polonês/polaco:  Wielkopolska), centro-oeste da Polônia em torno de Poznań e do sistema do rio Varta;
- Mazóvia (em polonês/polaco:  Mazowsze), centro da Polônia, com capital em Varsóvia;
- Lituânia Própria (em lituano:  Didžioji Lietuva), noroeste do Grão-Ducado, sua parte mais católica e etnicamente lituana, capital Vilnius;
- Ducado da Samogícia (em lituano:  Žemaitija; em polonês/polaco:  Żmudź), parte mais ocidental e autônoma do Grão-Ducado da Lituânia, também a parte ocidental da Lituânia Própria, capital Raseiniai;
- Prússia Real (em polonês/polaco:  Prusy Królewskie), na margem sul do Mar Báltico, uma área autônoma desde a Segunda Paz de Thorn (1466), incorporada à Coroa em 1569 com a formação da Comunidade;
  - Pomerélia (em polonês/polaco:  Pomorze Gdańskie), Pomerânia em torno de Gdańsk, parte ocidental da Prússia Real;
- Rutênia (em polonês/polaco:  Ruś), a Comunidade Oriental, adjacente à Rússia;
- Ducado da Livônia (Inflanty), um domínio conjunto da Coroa e do Grão-Ducado da Lituânia. Peças perdidas para a Suécia nas décadas de 1620 e 1660;
- Ducado da Curlândia e Semigália (em lituano:  Kuršas ir Žiemgala; em polonês/polaco:  Kurlandia i Semigalia), um feudo do norte da Comunidade. Estabeleceu uma colônia em Tobago em 1637 e na Ilha de St. Andrews, no rio Gâmbia, em 1651 (ver Colonização Curlandesa);
- Silésia (em polonês/polaco:  Śląsk) não fazia parte da Comunidade, mas pequenas partes pertenciam a vários reis da Comunidade; em particular, os reis Vasa foram duques de Opole (Oppeln), Prudnik (Neustadt) e Racibórz (Ratibor) de 1645 a 1666.[269]

As fronteiras da Comunidade mudaram com guerras e tratados, às vezes várias vezes numa década, especialmente nas partes oriental e sul. Após a Paz de Jam Zapolski (1582), a Comunidade tinha uma área de aproximadamente 815.000 km2 e uma população de 7,5 milhões. Após a Trégua de Deulino (1618), a Comunidade tinha uma área de cerca de 1 milhão de km2 e uma população de cerca de 11 milhões.

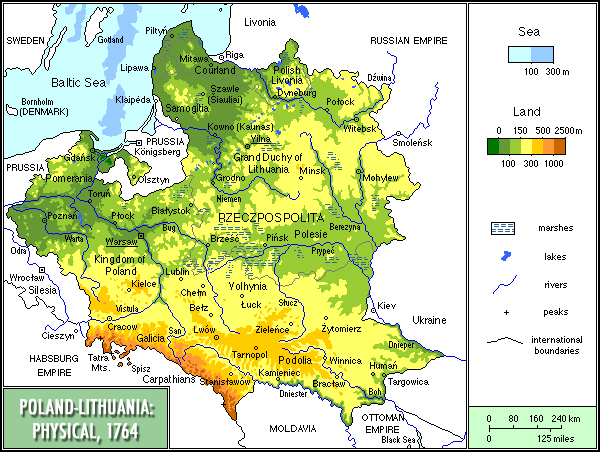
Mapa topográfico da Comunidade em 1764

## Geografia
No século XVI, o bispo e cartógrafo polaco Marcin Kromer, que estudou em Bolonha, publicou um atlas latino, intitulado Polônia: sobre a sua localização, povo, cultura, escritórios e a Comunidade Polaca, que foi considerado como um dos guias mais completos para o país.
As obras de Kromer e outros mapas contemporâneos, como os de Gerardo Mercator, mostram a Comunidade principalmente como planícies. A parte sudeste da Comunidade, Kresy, era famosa pelas suas estepes. Os Montes Cárpatos faziam parte da fronteira sul, sendo a cadeia montanhosa Tatra a mais alta, e o Mar Báltico formava a fronteira norte da Comunidade. Tal como acontecia com a maioria dos países europeus da época, a Commonwealth tinha uma extensa cobertura florestal, especialmente no leste. Hoje, o que resta da Floresta Białowieża constitui a última floresta primitiva praticamente intacta da Europa.

## Galeria
| {{{caption}}} |
| Statuta Regni Poloniae in ordinem alfabetoi digesta (Estatutos do Reino Polonês, organizados em ordem alfabética), 1563 |

| {{{caption}}} |
| Grande Marechal da Coroa Łukasz Opaliński retratado com a insígnia de seu poder no parlamento – a bengala do Marechal, 1640 |

| {{{caption}}} |
| Iconóstase rococó na Igreja Ortodoxa do Espírito Santo em Vilnius, projetada por Johann Christoph Glaubitz, 1753-1756 |

| {{{caption}}} |
| Caixão de âmbar do século XVIII. Gdańsk, patrocinada pela corte polaca, floresceu como centro de produção do âmbar no século XVII. |

| {{{caption}}}                                                                                                 |
| Stanisław Poniatowski, Comandante da Guarda Real e Grande Tesoureiro. Pintado por Angelika Kauffmann em 1786. |

| {{{caption}}}                                                                 |
| Retrato equestre do rei Sigismundo III da Polônia, de Peter Paul Rubens, 1624 |

| {{{caption}}}                                                                     |
| Tapeçaria com as armas de Michał Kazimierz Pac, Jan Leyniers, Bruxelas, 1667–1669 |

| {{{caption}}}                                         |
| Caneca de prata de Józef Ceypler, Cracóvia, 1739–1745 |

| {{{caption}}}                                                          |
| Exemplo de arquitetura mercantil: cortiço de Konopnica em Lublin, 1575 |

| {{{caption}}}                                          |
| Armaduras de hussardos, primeira metade do século XVII |

| {{{caption}}} |
| De republica emendanda (1554) de Andrzej Frycz Modrzewski, propôs profundas reformas do Estado, da sociedade e da igreja |

| {{{caption}}} |
| Merkuriusz Polski Ordynaryjny, o primeiro jornal polonês publicado por ordem da rainha Maria Luísa Gonzaga em 1661 |

| {{{caption}}} |
| A página de rosto de Treny (1580), de Jan Kochanowski, uma série de elegias pela morte de sua amada filha, é uma obra-prima reconhecida. |

| {{{caption}}} |
| Uma placa de Flora Sinensis de Michał Boym (1656), a primeira descrição de um ecossistema do Extremo Oriente publicada na Europa |

| {{{caption}}} |
| Taurus Poniatovii, constelação originada por Marcin Poczobutt em 1777 para homenagear o rei Estanislau II Augusto |

| {{{caption}}}                                                                                                 |
| O Palácio Branicki em Białystok, projetado por Tylman van Gameren, é às vezes chamado de "Versalhes Polonês". |

| {{{caption}}}                                                           |
| Mosteiro Pažaislis em Kaunas, Pietro Puttini, construído de 1674 a 1712 |

| {{{caption}}}                                                                         |
| Igreja de São Pedro e São Paulo em Vilnius, Pietro Puttini, construída de 1675 a 1704 |

| {{{caption}}} |
| A Câmara Municipal de Zamość, desenhada por Bernardo Morando, é um exemplo único de arquitetura renascentista na Europa, consistentemente construída de acordo com as teorias italianas de uma "cidade ideal". |

| {{{caption}}}                                                                       |
| Alegoria da Primavera Plafond, Jerzy Siemiginowski, década de 1680, Palácio Wilanów |

| {{{caption}}}                                             |
| A Sinagoga Łańcut, fundada por Stanisław Lubomirski, 1733 |